# Liste der Kulturdenkmale in Radeburg

Wappen von Radeburg

In der Liste der Kulturdenkmale in Radeburg sind die Kulturdenkmale der sächsischen Stadt Radeburg verzeichnet, die bis September 2024 vom Landesamt für Denkmalpflege Sachsen erfasst wurden (ohne archäologische Kulturdenkmale). Die Anmerkungen sind zu beachten.
Diese Aufzählung ist eine Teilmenge der Liste der Kulturdenkmale im Landkreis Meißen.

## Radeburg
| Bild                                    | Bezeichnung | Lage                                                                                  | Datierung | Beschreibung | ID       |
| --------------------------------------- | --- | ------------------------------------------------------------------------------------- | --- | --- | -------- |
| Weitere Bilder                          | Sachgesamtheitsbestandteil der Sachgesamtheit Schmalspurbahn Radebeul–Radeburg (siehe 08950103) | (Flurstück 1697/7) (Karte)                                                            | 1884 | Sachgesamtheitsbestandteil der Sachgesamtheit Schmalspurbahn Radebeul–Radeburg mit folgendem Einzeldenkmal: Bahnhof Radeburg (09288007), und den Sachgesamtheitsteilen: Trasse der Schmalspurbahn, Durchlässe, Brücken, Fernmelde-Freileitung; verkehrs- und technikgeschichtlich von Bedeutung | 09288200 |
|                                         | Stadtscheunen | Alte Poststraße 9, 11, 12, 13, 14, 16, 18, 20, 22, 24, 26, 28, 30, 32, 34, 36 (Karte) | Bezeichnet mit 1877 (Nr. 32) | Bestehend aus drei Scheunenreihen (mit jeweils drei, zehn und drei Scheunen), wirtschaftsgeschichtlich und ortsgeschichtlich von Bedeutung, mit großem hölzernem Tor | 09288202 |
|                                         | Wohnhaus in halboffener Bebauung | Alte Poststraße 33 (Karte)                                                            | Um 1900 | Gründerzeitlicher Putzbau, baugeschichtlich von Bedeutung, Betongewände, originale Haustür | 09288088 |
|                                         | Wohnhaus in geschlossener Bebauung | Alte Poststraße 35 (Karte)                                                            | Ende 19. Jahrhundert | Gründerzeitlicher Putzbau, von klassizistischer Wirkung, baugeschichtlich von Bedeutung, Betongewände, originale Haustür | 09288087 |
|                                         | Wohnhaus in geschlossener Bebauung | Alte Poststraße 37 (Karte)                                                            | Ende 19. Jahrhundert | Gründerzeitlicher Putzbau, von klassizistischer Wirkung, baugeschichtlich von Bedeutung, Betongewände, originale Haustür | 09288086 |
|                                         | Stadtscheunen | Am Busbahnhof 3, 5, 7, 9, 11, 13 (Karte)                                              | 19. Jahrhundert | Eine Scheunenreihe mit sechs Scheunen, wirtschaftsgeschichtlich und ortsgeschichtlich von Bedeutung | 09288941 |
| Direkt Bild zu diesem Denkmal hochladen | Ernst-Herold-Denkmal | Am Heroldstein (Karte)                                                                | 1852 | Sandsteinobelisk, zum Andenken an Ernst Herold, einen Marburger Studenten, der sich hier 1852 erschossen hat, geschichtlich von Bedeutung. Ernst Herold († 1852), das Denkmal errichtet von seinem Vater, Moritz Herold, Professor der Zoologie an der Universität Marburg. | 09288196 |
| Weitere Bilder                          | Promenade entlang der Promnitz mit Heinrich-Zille-Hain, Brunnenbecken, Gedenksäule für Opfer des Faschismus und Heinrich-Zille-Denkmal                                                                                               | Am Sinter (Hospitalstraße, Promnitzweg) (Karte)                                       | 1889–1944 (Parkanlage); 1889 (Wettin-Denkmal); 1895 (Bismarckstein); 1904 (Springbrunnen); 1954 (Umwidmung zum Heinrich-Zille-Denkmal) | Gartenhistorisch und ortsgeschichtlich von Bedeutung. - Bleichwiesen mit Heinrich-Zille-Hain: entlang des linken Promnitz-Ufers um die Jahrhundertwende entstanden, dichtes Wegenetz, Sitzplatznischen, Springbrunnen, Bismarckstein und VdN-Säule für Opfer von 1933–45 (früher Wettin-Säule), zum 100. Geburtstag von Heinrich Zille (geboren in Radeburg) erfolgte Namensgebung der Anlage, ein Gedenkstein wurde gesetzt (1,8 m hoher Findling mit Bronzeplatte mit Kopf von Heinrich Zille 1949 von Georg Türke geschaffen). - Gehölze: Purpur-Apfel, Eibe, Serbische Fichte, Erbsenfrüchtige Scheinzypresse, Gamander-Spierstrauch. Gedenksäule für Opfer des Faschismus als Obelisk. Die Promenadenanlagen in Radeburg entstanden zwischen 1889 und 1944 auf Initiative des Verschönerungsvereins Radeburg. Da dem Verein nur sporadisch Gelder zur Verfügung standen, sind die Anlagen in mehreren Schritten entstanden. Grundvoraussetzung zur Herausbildung der Promenade war zunächst jedoch die von Bürgermeister Hentschel veranlasste Regulierung der Promnitz, die 1863/1864 zwischen Sündergraben und Meißner Straße sowie zwischen der Großenhainer Straße und der Röder vorgenommen wurde. Daraufhin wurde ein Spazierweg entlang des Flusses angelegt und die Ufer bepflanzt. 1889 wurde die Anlage am Wettin-Obelisken eingeweiht. 1892–1897 entstand der Carolahain, ab 1904 die Anlage am Springbrunnen und 1926 die Anlagen am Bismarckstein und am Neuen Friedhof. Die Tätigkeiten des Verschönerungsvereins enden 1944 mit der Pflanzung von Rhododendren am Springbrunnen. Fanden auch nach 1945 einige Veränderungen in den Promenadenanlagen – insbesondere an deren Gedenksteinen – statt, sind sie doch in weiten Teilen authentisch überkommen. Sie stehen exemplarisch für die Tätigkeit der Verschönerungsvereine in der zweiten Hälfte des 19. Jahrhunderts und der ersten Hälfte des 20. Jahrhunderts in Sachsen im Allgemeinen und in Radeburg im Besonderen. Daraus resultiert ihre orts- und gartengeschichtliche Bedeutung. Auch anderenorts in Sachsen, wie z. B. in Dresden, Zwickau und Wurzen, entstanden in dieser Zeit entlang der Flüsse Promenaden. In den Kleinstädten Sachsens sind Promenadenanlagen allerdings von Seltenheitswert, entstanden diese doch meist auf den Flächen der ehemaligen Befestigungsanlagen nach ihrer Entfestigung. | 09288198 |
|                                         | Wohnhaus in offener Bebauung | Am Sinter 2 (Karte)                                                                   | Ende 18. Jahrhundert | Schlichter eingeschossiger Putzbau mit Krüppelwalmdach, baugeschichtlich von Bedeutung | 09288035 |
|                                         | Wohnhaus (mit zwei Hausnummern, über rechtwinkligem Grundriss) in Ecklage | August-Bebel-Straße 4, 6 (Karte)                                                      | 1920er Jahre | Putzbau im traditionalistischen Stil der 1920er Jahre, mit dominantem Eckerker, baugeschichtlich von Bedeutung. Sicher städtischer oder genossenschaftlicher Wohnungsbau, Profiliertes Hauptgesims, Fensterläden. | 09288127 |
|                                         | Wohnhaus mit angebauter Scheune | August-Bebel-Straße 8 (Karte)                                                         | Vermutlich 18. Jahrhundert (Wohnhaus); 19. Jahrhundert (Scheune)                                                                       | Wohnhaus Obergeschoss Fachwerk, baugeschichtlich und ortsentwicklungsgeschichtlich von Bedeutung. Wohnhaus Obergeschoss Fachwerk, mit Weinspalier. | 09288132 |
|                                         | Mietshaus in halboffener Bebauung und in Ecklage | August-Bebel-Straße 14 (Karte)                                                        | 1. Hälfte 19. Jahrhundert | Aufwendig gestalteter Putzbau der Gründerzeit mit Eckbetonung, baugeschichtlich von Bedeutung. Eckhaus, abgeschrägte Ecke, mit Erdgeschoss-Eckladen. | 09288055 |
|                                         | Wohnstallhaus (nur vorderer Teil) und Scheune | Bahnhofstraße 1 (Karte)                                                               | Bezeichnet mit 1840 | Verputzte Massivbauten, Wohnstallhaus mit schönem Zwillingsfenster im Giebel, baugeschichtlich und stadtentwicklungsgeschichtlich von Bedeutung. Wohnstallhaus ohne hinteren Anbau, mit Eckquadergliederung, -ritzung im Putz, Scheune mit großem hölzernem Tor. | 09288036 |
|                                         | Wohnhaus in geschlossener Bebauung und in Ecklage | Bahnhofstraße 4 (Karte)                                                               | 1891 | Gründerzeitlicher Putzbau mit Eckbetonung, baugeschichtlich von Bedeutung. Gesimse, originale Fenster, Eckhaus, abgeschrägte Ecke, mit Erdgeschoss-Laden. | 09288041 |
| Weitere Bilder                          | Empfangsgebäude, Güterschuppen, Lokschuppen, mechanisches Stellwerk, Schlüsseltafel, Heizhaus, Ladestraße, Gleisanlagen und schmalspurige Doppelkreuzweiche (Einzeldenkmale des Sachgesamtheitsbestandteils 09288200)                | Bahnhofstraße 5 (Karte)                                                               | 1884 | Einzeldenkmale der Sachgesamtheit Kleinbahn Radebeul–Radeburg; verkehrs- und technikgeschichtlich von Bedeutung. Die Doppelkreuzweiche ist ein sehr seltenes technisches Denkmal. Empfangsgebäude (Dachüberstände) und Lokschuppen (Fachwerk mit Klinkern ausgefacht). | 09288007 |
|                                         | Villa mit rückwärtiger Garage und Einfriedung | Bahnhofstraße 7 (Karte)                                                               | 1890, später überformt (Villa); 1910–1911 (Garage)                                                                                     | Eckhaus zum Bahnhofsvorplatz, einfacher gründerzeitlicher Villenbau mit Balkons, baugeschichtlich von Bedeutung. Eckhaus zum Bahnhofsvorplatz, abgeschrägte Ecke mit Sandsteinbalkon, zweiter Sandsteinbalkon an der Seite, originale Fenster und Türen. | 09288006 |
| Weitere Bilder                          | Gaswerk, Wohn- und Verwaltungsgebäude | Bahnhofstraße 19 (Karte)                                                              | Bezeichnet mit 1906 | Gründerzeitbauten, gelber Klinker mit roter Klinkerornamentik, bemerkenswerte kleinstädtische Industriearchitektur, baugeschichtlich und ortsgeschichtlich bedeutend | 09288004 |
|                                         | Wohnhaus in offener Bebauung, mit Nebengebäude | Bärwalder Straße 3 (Karte)                                                            | Um 1912 | Baugeschichtlich von Bedeutung, im Heimatstil der 1920er Jahre, Putzornamentik, Gurtgesimse, Fensterläden | 09288003 |
|                                         | Wohnhaus in offener Bebauung | Carolinenstraße 1 (Karte)                                                             | Um 1870 | Gut gegliederte gründerzeitliche Putzfassade, baugeschichtlich von Bedeutung, Putzgliederungen | 09288106 |
|                                         | Wohnhaus in Ecklage | Carolinenstraße 4 (Karte)                                                             | Bezeichnet mit 1847 | Schlichte Putzfassade mit Sandsteingewänden, Inschrifttafel an der Fassade zur Meißner Straße, baugeschichtlich von Bedeutung. Segmentbogige Fenster im Erdgeschoss, Ladeneinbau entstellend, hochgezogene Mitte mit Aufzugsluke im Dach, Giebel mit Segmentbogenfenster, stark profiliertes Hauptgesims, weit überkragendes Dachgesims. | 09288142 |
|                                         | Wohnhaus (Wohnstallhaus, nur Fachwerkteil) sowie Scheune mit Schuppenanbau | Carolinenstraße 5 (Karte)                                                             | Um 1850 | Hausteil mit Fachwerk-Obergeschoss, Scheune verbrettert, baugeschichtlich und ortsentwicklungsgeschichtlich von Bedeutung. Scheune (verbrettert) mit Schuppenanbau (verbrettert). | 09288141 |
| Direkt Bild zu diesem Denkmal hochladen | Wohnhaus im Hinterhof | Carolinenstraße 8 (Karte)                                                             | Um 1865 | Obergeschoss Fachwerk verbrettert, baugeschichtlich und ortsentwicklungsgeschichtlich von Bedeutung | 09288148 |
|                                         | Wohnhaus in ehemals geschlossener Bebauung | Carolinenstraße 11 (Karte)                                                            | Anfang 19. Jahrhundert | Schlichter Putzbau, baugeschichtlich von Bedeutung, originale Haustür | 09288143 |
|                                         | Wohnhaus in halboffener Bebauung | Carolinenstraße 16 (Karte)                                                            | Um 1860 | Gründerzeitgebäude, Mittelrisalit mit Dreiecksgiebel, reiche Putzdekoration im Erdgeschoss, baugeschichtlich von Bedeutung. Hochgezogene Mitte, reiche Putzgliederung und -dekoration an Lisenen im Erdgeschoss. | 09288154 |
|                                         | Wohnhaus in ehemals geschlossener Bebauung | Carolinenstraße 17 (Karte)                                                            | Um 1865 | Gründerzeitgebäude, mittenbetonte Putzfassade, baugeschichtlich von Bedeutung, Obergeschoss Fensterüberdachungen, Dachhäuschen | 09288149 |
|                                         | Wohnhaus und Scheune im Hof sowie Hofmauer (mit Eingangspforte) | Carolinenstraße 19 (Karte)                                                            | 1. Hälfte 19. Jahrhundert | Giebelständiges Wohnhaus (Giebelstellung zur Straße) mit verputztem Fachwerk-Obergeschoss und Scheune (Fachwerk, zum Teil verputzt) sowie Hofmauer mit rundbogigem Eingang, baugeschichtlich und ortsentwicklungsgeschichtlich von Bedeutung | 09288150 |
|                                         | Wohnhaus in halboffener Bebauung | Carolinenstraße 23 (Karte)                                                            | Um 1865 | Spätklassizistisch-gründerzeitliche Putzfassade, baugeschichtlich von Bedeutung, Betongewände | 09288152 |
|                                         | Wohnstallhaus mit Stallanbau, Scheune im rechten Winkel angebaut, sowie Hofmauer und Hofeinfahrt | Carolinenstraße 25 (Karte)                                                            | Bezeichnet mit 1850 | Giebelständiges Wohnhaus mit verbrettertem Fachwerk-Obergeschoss und Segmentbogenportal, baugeschichtlich und ortsentwicklungsgeschichtlich von Bedeutung | 09288155 |
|                                         | Wohnhaus in geschlossener Bebauung, mit einem Hofflügel | Carolinenstraße 27 (Karte)                                                            | Um 1870 | Hübsch gestaltete Putzfassade, mittig Doppelfenster und Tordurchfahrt, baugeschichtlich von Bedeutung. Reiche Putzgliederung und -ornamentik, ehemals Wäscherei und Färberei. | 09288156 |
|                                         | Wohnhaus in Ecklage, mit Stallanbau (im rechten Winkel) und Schuppen an der Färbergasse auf dem Grundstück | Carolinenstraße 33 (Karte)                                                            | Um 1850 | Obergeschoss Fachwerk verputzt, baugeschichtlich von Bedeutung. Wohnhaus in Ecklage zum Färbergäßchen, originale Haustür. | 09288158 |
| Direkt Bild zu diesem Denkmal hochladen | Wohnhaus (Großenhainer Platz 2, mit Stallanbau) sowie weiteres Wohnhaus (Carolinenstraße 39, mit hinterem Anbau) eines ehemaligen Dreiseithofes sowie Vorgarten-Einfriedung und Toreinfahrt                                          | Carolinenstraße 39 (Großenhainer Platz 2) (Karte)                                     | Um 1840 | Wohnhaus am Großenhainer Platz mit Fachwerk-Obergeschoss und Krüppelwalm, weitgehend geschlossen erhaltene bäuerliche Hofanlage innerhalb der Stadt, baugeschichtlich und ortsentwicklungsgeschichtlich von Bedeutung. Wohnhaus Carolinenstraße 39 mit Türüberdachung und originaler Haustür. Scheune (hölzern) mit hölzernem Anbau vor 2009 abgebrochen. | 09288160 |
| Weitere Bilder                          | Meilenstein | Dresdner Straße (Karte)                                                               | Um 1860 | Königlich-Sächsischer Meilenstein, Abzweigstein mit Krone und Inschrift, Zeugnis der Neuvermessung der Poststraßen im Königreich Sachsen um 1860, verkehrsgeschichtlich von Bedeutung. Von Maurermeister Brückner, mit Krone. | 09288040 |
|                                         | Wohnhaus in Ecklage (Stadtcafé) | Dresdner Straße 3 (Karte)                                                             | 1. Hälfte 19. Jahrhundert | Mit Laden, typischer gründerzeitlicher Putzbau mit Fensterbedachungen, Eckbetonung, baugeschichtlich und ortsbildprägend von Bedeutung. Eckhaus, abgeschrägte Ecke, Fensterbedachungen, zahlreiche Dachhäuschen, seit 1934 Stadtcafé & Konditorei. | 09288063 |
|                                         | Wohnhaus in offener Bebauung | Dresdner Straße 4 (Karte)                                                             | Anfang 18. Jahrhundert | Barocker Putzbau mit schönem Korbbogenportal, Lisenen mit reliefartigen Kapitellen am Obergeschoss, Walmdach, baugeschichtlich von Bedeutung. Portal, Lisenen mit reliefartigen Kapitellen, barockes Walmdach. | 09288066 |
|                                         | Wohnhaus in Ecklage, ehemals mit Gaststätte „Zur Börse“ | Dresdner Straße 6 (Karte)                                                             | Um 1880 | Gründerzeitgebäude mit reicher Putzgliederung und Eckbetonung, Tordurchfahrt mit originalem Tor, baugeschichtlich und ortsgeschichtlich von Bedeutung. Eckhaus, abgeschrägte Ecke, mit linkem Erdgeschoss-Laden und Hofdurchfahrt mit originalem hölzernem Hofdurchfahrtstor, reiche Putzgliederung. | 09288062 |
|                                         | Wohnhaus in geschlossener Bebauung | Dresdner Straße 8 (Karte)                                                             | Um 1860 | Putzfassade, Fenster im Obergeschoss mit Bedachungen, breiter Mittelrisalit, baugeschichtlich von Bedeutung. Nachbarhaus Nr. 10 in ähnlicher Gestaltung, vorgezogene Mitte. | 09288061 |
|                                         | Wohnhaus in geschlossener Bebauung | Dresdner Straße 10 (Karte)                                                            | Nach 1850 | Reich gegliederte Putzfassade, Fenster im Obergeschoss mit Bedachungen, breiter Mittelrisalit, baugeschichtlich von Bedeutung. Nachbarhaus Nr. 8 in ähnlicher Gestaltung. Vorgezogene Mitte, Putzfelder, klassizistisch. | 09288060 |
| Direkt Bild zu diesem Denkmal hochladen | Wohnhaus in halboffener Bebauung | Dresdner Straße 11 (Karte)                                                            | Bezeichnet mit 1729 | Ländlich wirkendes Wohnhaus, Obergeschoss Fachwerk, segmentbogige Tordurchfahrt, Walmdach mit Fledermausgaupen, baugeschichtlich und ortsentwicklungsgeschichtlich von Bedeutung. Obergeschoss Fachwerk, im Schlussstein bezeichnet mit 1729. | 09288056 |
|                                         | Wohnhaus in geschlossener Bebauung | Dresdner Straße 13 (Karte)                                                            | Um 1800 | Schlichte Putzfassade mit profilierten Tür- und Fenstergewänden sowie Tordurchfahrt, baugeschichtlich von Bedeutung (mit Hofdurchfahrt) | 09288054 |
|                                         | Wohnhaus in halboffener Bebauung | Dresdner Straße 19 (Karte)                                                            | Um 1905, im Kern wohl älter | Schlichter Putzbau mit Tordurchfahrt, originale Hausausstattung, baugeschichtlich von Bedeutung. Wohnhaus mit Durchfahrt, originales hölzernes Hofdurchfahrtstor, originale Hausausstattung. | 09288052 |
|                                         | Postgebäude, mit seitlicher Toreinfahrt | Dresdner Straße 21 (Karte)                                                            | Bezeichnet mit 1906 | Repräsentativer gründerzeitlicher Klinkerbau mit Sandsteingliederungen und -elementen, baugeschichtlich und ortsgeschichtlich von Bedeutung. Mit Hofeinfahrt und schmiedeeisernem Tor, Sandsteinquader im Erdgeschoss, originale Fenstergitter im Erdgeschoss, im Giebel bezeichnet mit 1906. | 09288050 |
|                                         | Mietshaus in geschlossener Bebauung | Dresdner Straße 29 (Karte)                                                            | Um 1880 | Typisches gründerzeitliches Mietshaus, Klinkerblendbogen über den Fenstern im Erdgeschoss, Fensterbedachungen in den Obergeschossen, baugeschichtlich von Bedeutung. Putzprofile, -gesimse, originale Haustür. | 09288048 |
|                                         | Wohnhaus in offener Bebauung | Dresdner Straße 37 (Karte)                                                            | Ende 18. Jahrhundert | Ländlich wirkender Putzbau mit Krüppelwalmdach und zwei Dachhäuschen, Korbbogenportal, baugeschichtlich von Bedeutung | 09288037 |
|                                         | Wohnstallhaus in Ecklage, mit seitlichem Anbau und Scheune im Hof | Dresdner Straße 40 (Karte)                                                            | Um 1850 | Giebelständiges Gebäude mit Zwillingsfenster im Giebel, Tordurchfahrt im Anbau, einfacher Putzbau, baugeschichtlich und ortsentwicklungsgeschichtlich von Bedeutung. Wohnhaus mit Stallanbau in Ecklage zum Promenadengässchen, korbbogige Hofdurchfahrt. | 09288135 |
|                                         | Alter Friedhof (Sachgesamtheit) | Dresdner Straße 41 (Karte)                                                            | Um 1780 (Friedhofsanlage); Ende 19. Jahrhundert (Friedhofsbauten)                                                                      | Sachgesamtheit Alter Friedhof, mit den Einzeldenkmalen: Friedhofshalle, Verwalterhaus, Grabmale an der westlichen Friedhofsmauer, Friedhofsmauer, Haupteingang an der Dresdner Straße (mit zwei Torpfeilern) und zwei Eingangstore an der Schulstraße (mit jeweils zwei Torpfeilern), siehe Einzeldenkmal 09288033, und dem Sachgesamtheitsteil: gärtnerische Friedhofsgestaltung mit drei Alleen (Gartendenkmal); Friedhof im 18. Jahrhundert angelegt, Gebäude aus der Gründerzeit des 19. Jahrhunderts, baugeschichtlich und ortsgeschichtlich von Bedeutung | 09303778 |
| Direkt Bild zu diesem Denkmal hochladen | Friedhofshalle, Verwalterhaus, Grabmale (Einzeldenkmale der Sachgesamtheit 09303778) | Dresdner Straße 41 (Karte)                                                            | Ab 18. Jahrhundert (Grabmale); Ende 19. Jahrhundert (Friedhofsbauten)                                                                  | Einzeldenkmale der Sachgesamtheit Alter Friedhof; Friedhof im 18. Jahrhundert angelegt, Gebäude aus der Gründerzeit des 19. Jahrhunderts, baugeschichtlich und ortsgeschichtlich von Bedeutung. Friedhofshalle ein Bau mit Klinkergliederungen, Friedhofsmauer in Bruchstein. | 09288033 |
| Direkt Bild zu diesem Denkmal hochladen | Transformatorenhäuschen | Dresdner Straße 41 (bei) (Karte)                                                      | 1. Hälfte 20. Jahrhundert | Technikgeschichtlich von Bedeutung, Eckgebäude mit Türmchen | 09282608 |
|                                         | Neuer Friedhof (Sachgesamtheit) | Dresdner Straße 45 (Karte)                                                            | Vor 1924 | Sachgesamtheit Neuer Friedhof, mit den Einzeldenkmalen: Eingangstor, Friedhofsmauer und den Grabstellen der Familie Bienert und der Familie Mitscherling/Krämer sowie Kriegerdenkmal für die Gefallenen des Ersten Weltkrieges auf dem Vorplatz (09288034) und dem Sachgesamtheitsteil: gärtnerische Gestaltung des Vorplatzes und des Friedhofs (Gartendenkmal) mit Flächengliederung, ehemaligem Teich, Wegesystem und Gehölzbestand; ortsgeschichtlich und gartenkünstlerisch von Bedeutung | 09303779 |
| Direkt Bild zu diesem Denkmal hochladen | Eingangstor, Friedhofsmauer und den Grabstellen der Familie Bienert und der Familie Mitscherling/Krämer sowie Kriegerdenkmal für die Gefallenen des Ersten Weltkrieges auf dem Vorplatz (Einzeldenkmale der Sachgesamtheit 09303779) | Dresdner Straße 45 (Karte)                                                            | 1921 (Kriegerdenkmal); 1920er Jahre (Grabmal)                                                                                          | Einzeldenkmale der Sachgesamtheit Neuer Friedhof; ortsgeschichtlich und gartenkünstlerisch von Bedeutung. Kriegerdenkmal, daneben zwei Pflanzschalen, Einfriedung als Plänermauer. | 09288034 |
|                                         | Wohnstallhaus | Dresdner Straße 56 (Karte)                                                            | Ende 18. Jahrhundert | Traufständiges Wohnhaus, einfacher Putzbau (Obergeschoss vermutlich Fachwerk), baugeschichtlich und ortsentwicklungsgeschichtlich von Bedeutung | 09288039 |
|                                         | Wohnhaus (Großenhainer Platz 2, mit Stallanbau) sowie weiteres Wohnhaus (Carolinenstraße 39, mit hinterem Anbau) eines ehemaligen Dreiseithofes sowie Vorgarten-Einfriedung und Toreinfahrt                                          | Großenhainer Platz 2 (Carolinenstraße 39) (Karte)                                     | Um 1800 | Wohnhaus am Großenhainer Platz mit Fachwerk-Obergeschoss, weitgehend geschlossen erhaltene bäuerliche Hofanlage innerhalb der Stadt, baugeschichtlich und ortsentwicklungsgeschichtlich von Bedeutung. Scheune (hölzern) mit hölzernem Anbau vor 2009 abgebrochen. | 09288160 |
|                                         | Hotel „Zum Hirsch“ mit Saalanbau, in Ecklage | Großenhainer Straße 1 (Karte)                                                         | Um 1880 | Repräsentatives Gründerzeitgebäude mit Eckbetonung durch turmartigen Dachaufbau, platzbildprägende Lage zum Markt, baugeschichtlich und ortsgeschichtlich von Bedeutung. Eckhaus zum Markt, abgeschrägte Ecke. | 09288077 |
| Weitere Bilder                          | Wohnhaus in halboffener Bebauung und Ecklage | Großenhainer Straße 2 (Karte)                                                         | Bezeichnet mit 1789 | Stattliches barockes Gebäude mit Mansarddach und Korbbogentor, ortsbildprägende Lage nahe dem Markt, baugeschichtlich von Bedeutung. Wohnhaus mit Erdgeschoss-Laden und Hofdurchfahrt mit originalem Tor, im Schlussstein bezeichnet mit 1789, originale Fenster und Dachhäuschen. | 09288182 |
|                                         | Wohnhaus in geschlossener Bebauung | Großenhainer Straße 3 (Karte)                                                         | Um 1850 | Schlichter Putzbau mit Tordurchfahrt, baugeschichtlich von Bedeutung, mit segmentbogiger Hofdurchfahrt | 09288167 |
|                                         | Ehemaliges Gasthaus (Schlegel's Restaurant, Weißes Rößl), in geschlossener Bebauung | Großenhainer Straße 4 (Karte)                                                         | 1881 | Lange Zeit mit Fleischerei, für kleinstädtische Verhältnisse stattliches Gebäude mit ausgewogen gestaltete Putzfassade des Historismus und Tordurchfahrt, stadtgeschichtlich und baugeschichtlich von Bedeutung. Stattliches Wohnhaus mit Erdgeschoss-Laden und Hofdurchfahrt, historistische Fassade, ehemals originales Tor, heute Kopie. „Im Jahre 1907 warb Christine Schlegel für Schlegels Restaurant. Die Namensänderung in 'Weißes Rößl' erfolgte vermutlich in der Zeit des nachfolgenden Besitzers Alfred Hermann. Ein weißes Porzellanross stand im Gastraum auf dem Klavier. 1932 verkaufte er die Gastwirtschaft an Richard Haupt“. In der Publikation über die Radeburger Kneipenvielfalt („Vom Ausschank bei Davids bis Zur Guten Quelle“) finden sich zwei historische Aufnahmen, die zeigen, dass sich die Fassade des Gebäudes bis heute weitgehend original erhalten hat. So wurden die vier Mittelachsen im Obergeschoss noch durch rechteckige Brüstungsspiegel belebt. Auf der jüngeren Aufnahme sieht man über dem Gurtgesims die Aufschrift Gasthaus „Weißes Rößl“. Das „Weiße Rößl“ wurde um 1955 HO-Gaststätte. | 09288181 |
|                                         | Wohnhaus in geschlossener Bebauung | Großenhainer Straße 7 (Karte)                                                         | Um 1865 | Betont durch überhöhten Mittelrisalit mit Dreiecksgiebel, baugeschichtlich von Bedeutung, mit Hofeinfahrt, vor- und hochgezogene Mitte mit Dreiecksgiebel | 09288168 |
|                                         | Wohnhaus in geschlossener Bebauung | Großenhainer Straße 10 (Karte)                                                        | Bezeichnet mit 1909 | Mit Laden, malerisch gegliederter Putzbau mit mächtigem Giebel und Erker, im Reformstil der Zeit nach 1900, baugeschichtlich von Bedeutung, im Giebel bezeichnet mit 1909, Putzfassade mit Erker | 09288179 |
|                                         | Wohnhaus in geschlossener Bebauung | Großenhainer Straße 18 (Karte)                                                        | Um 1860 | Stattlicher dreigeschossiger Putzbau mit Mittelrisalit und Dreiecksgiebel, baugeschichtlich von Bedeutung. Mit zwei Erdgeschoss-Läden und Hofdurchfahrt, vor- und hochgezogene Mitte mit Dreiecksgiebel, Dreiecksgiebel mit Zahnschnittfries, reduzierte Putzfassade, im Innern steinernes Treppenhaus mit Nischen auf den Podesten. | 09288177 |
|                                         | Wohnhaus (mit zwei Hausnummern) in geschlossener Bebauung | Großenhainer Straße 23, 25 (Karte)                                                    | Bezeichnet mit 1853 | Einfacher zweigeschossiger Putzbau mit aufwendigem Dachausbau, baugeschichtlich von Bedeutung. Mit Erdgeschoss-Laden, hochgezogene Mitte mit Dreiecksgiebel. | 09288173 |
|                                         | Mietshaus in Ecklage | Großenhainer Straße 24 (Karte)                                                        | Um 1905 | Repräsentatives Eckhaus der Gründerzeit, straßenbildprägender Eckerker, zwei wuchtige Balkons an der Fassade zur Großenhainer Straße, reich gegliederte Dachlandschaft, baugeschichtlich von Bedeutung. In Ecklage zur Straße Alte Furth, abgeschrägte Ecke (mit Erker, Turm und verschiedenen Giebeln), zum Teil originale Fenster und Tür. | 09288161 |
|                                         | Wohnstallhaus eines ehemaligen Dreiseithofes | Großenhainer Straße 28 (Karte)                                                        | 2. Hälfte 19. Jahrhundert | Stattlicher giebelständiger Putzbau mit Krüppelwalmdach, ortsbildprägende Lage am Großenhainer Platz, große bäuerliche Hofanlage innerhalb der Stadt, baugeschichtlich und ortsentwicklungsgeschichtlich von Bedeutung | 09288162 |
|                                         | Torbogen als Hofeinfahrt eines Bauernhofes | Großenhainer Straße 38 (Karte)                                                        | Bezeichnet mit 1801 | Typisches ländliches Bauwerk, Teil eines großen Bauernhofs in Ortsrandlage, baugeschichtlich von Bedeutung, gemauert, im Schlussstein bezeichnet mit 1801 | 09288165 |
|                                         | Wohnhaus in offener Bebauung | Großenhainer Straße 40 (Karte)                                                        | 1. Hälfte 19. Jahrhundert | Schlichtes ländliches Wohnhaus, Obergeschoss wohl Fachwerk (verputzt), baugeschichtlich von Bedeutung | 09288164 |
| Direkt Bild zu diesem Denkmal hochladen | Hofeinfahrt eines Bauernhofes | Großenhainer Straße 54 (Karte)                                                        | 2. Hälfte 19. Jahrhundert | Gemauerte Pfeiler mit Kugelaufsätzen, Teil eines großen Bauernhofs in Ortsrandlage, baugeschichtlich von Bedeutung. Drei gemauerte Pfeiler, verputzt, mit Kugelaufsätzen. | 09288013 |
|                                         | Wohnhaus in geschlossener Bebauung, ehemaliges Gasthaus „Stadt Leipzig“ | Heinrich-Zille-Straße 1 (Karte)                                                       | 2. Hälfte 19. Jahrhundert | Schlichter Putzbau mit Dachausbauten, Hofdurchfahrt mit originalem Tor, Wohnstätte Heinrich Zille, baugeschichtlich, personengeschichtlich und ortsgeschichtlich von Bedeutung. Mit Erdgeschoss-Laden und Hofdurchfahrt mit originalem Tor. Hier wohnte die Familie Zille vor ihrem Wegzug nach Berlin. | 09288123 |
| Direkt Bild zu diesem Denkmal hochladen | Wohnhaus (mit Löwen-Apotheke) in geschlossener Bebauung und in Ecklage | Heinrich-Zille-Straße 2 (Karte)                                                       | Bezeichnet mit 1659 | Schlichter zweigeschossiger Putzbau, im Dach Fledermausgaupen, im Erdgeschoss beeindruckende Kreuzgratgewölben, ortsbildprägende Lage zum Markt, baugeschichtlich von Bedeutung. Das Eckgebäude ist auf dem Löwen-Relief über dem Eingang mit 1659 bezeichnet. Möglicherweise stammt das Relief von einem Vorgängerbau und das heute bestehende Gebäude ist erst im 18. Jahrhundert entstanden. | 09288072 |
|                                         | Wohnhaus in geschlossener Bebauung | Heinrich-Zille-Straße 3 (Karte)                                                       | 1. Hälfte 19. Jahrhundert | Schlichter Putzbau mit schönem Korbbogenportal, baugeschichtlich von Bedeutung, mit Erdgeschoss-Laden und rundbogigem Portal | 09288122 |
| Direkt Bild zu diesem Denkmal hochladen | Mietshaus in Ecklage | Heinrich-Zille-Straße 4 (Karte)                                                       | Um 1870 | Mit Laden, gründerzeitlicher Putzbau mit Eckbetonung, platzbildprägendes Eckhaus zum Kirchplatz, baugeschichtlich von Bedeutung. Eckhaus, abgeschrägte Ecke, Lisenengliederung, Fensterbekrönungen, profilierte Gesimse, Konsölchen. | 09288121 |
| Weitere Bilder                          | Rathaus und Nebengebäude im Hof | Heinrich-Zille-Straße 6 (Karte)                                                       | Um 1910, im Kern wohl älter | Repräsentativer Putzbau mit Erker und Mittelgiebel im Mansarddach, im Reformstil der Zeit um 1910, ortsbildprägende Lage am Kirchplatz, baugeschichtlich und ortsgeschichtlich von Bedeutung. Mit Erker und Mittelgiebel, im Hof Bogenstellungen, Arkaden, Gebäude im Kern wohl älter, höchstwahrscheinlich entstanden durch den Umbau eines schon vorhandenen Gebäudes des späten 19. Jahrhunderts. | 09288113 |
|                                         | Gasthof in geschlossener Bebauung (Hotel „Deutsches Haus“) | Heinrich-Zille-Straße 7 (Karte)                                                       | Bezeichnet mit 1788 | Schlichter barocker Putzbau mit Tordurchfahrt, ortsgeschichtlich von Bedeutung. Mit Hofdurchfahrt mit Tor, bezeichnet mit 1788 im Schlussstein, nachträglicher Ladeneinbau, später aufgestockt, Fassade geglättet. | 09288120 |
|                                         | Ehemaliges Amtsgericht, heute Zille-Museum, mit Verwaltungsanbau | Heinrich-Zille-Straße 9 (Karte)                                                       | Um 1850 (Amtsgericht); 2. Hälfte 19. Jahrhundert (Anbau)                                                                               | Hauptgebäude ein gründerzeitlich-klassizistischer Putzbau mit einfacher mittenbetonter Fassadengliederung, im Risalit Tordurchfahrt, baugeschichtlich und ortsgeschichtlich von Bedeutung | 09288119 |
|                                         | Ehemaliges Amtsgefängnis im Hof | Heinrich-Zille-Straße 9a (Karte)                                                      | Um 1880 | Gründerzeitgebäude, ortsgeschichtlich von Bedeutung. Putzbau, mit Klinker am Hauptgesims, Sandsteingewände. | 09288109 |
|                                         | Mietshaus in geschlossener Bebauung | Heinrich-Zille-Straße 10 (Karte)                                                      | Um 1880 | Gründerzeitlicher Putzbau mit Tordurchfahrt, baugeschichtlich von Bedeutung. Mit Erdgeschoss-Laden und Hofdurchfahrt mit Tor, originale Fenster. | 09288118 |
| Weitere Bilder                          | Herrenhaus des Rittergutes Radeburg, heute Stadtverwaltung, und Remisengebäude an der Straße | Heinrich-Zille-Straße 11 (Karte)                                                      | 2. Hälfte 18. Jahrhundert (Herrenhaus); Ende 19. Jahrhundert (Remisengebäude)                                                          | Barocker Putzbau mit Mansarddach, baugeschichtlich und ortsgeschichtlich von Bedeutung. Wohnhaus mit symmetrischer Fassadengliederung, Mansarddach mit Dachhäuschen, Remise mit Klinker. | 09288111 |
| Weitere Bilder                          | Postmeilensäule | Heinrich-Zille-Straße 11 (vor) (Karte)                                                | Bezeichnet mit 1728 | Kursächsische Postmeilensäule (Sachgesamtheit); Distanzsäule, verkehrsgeschichtlich von Bedeutung. Aus Sandstein, ca. 4 Meter hoch, vor dem Rathaus, in der typischen Form (mit Entfernungsangaben beschrifteter) Obelisk auf hohem Sockel, mit Wappenstück sowie „AR“-Monogramm und Posthornzeichen, 1954 restauriert. | 09288112 |
| Direkt Bild zu diesem Denkmal hochladen | Wohnhaus in offener Bebauung | Heinrich-Zille-Straße 13 (Karte)                                                      | Um 1840 | Eingeschossiger gründerzeitlicher Putzbau, ehemaliges Forsthaus, ortsgeschichtlich von Bedeutung. Wohnhaus, Tür, Fenster und Geländer original, heute (2008) auf dem Gelände ein Küchenstudio. | 09288114 |
| Weitere Bilder                          | Mühlen-Wohnhaus und Mühlgraben der ehemaligen Bienertmühle oder Hofwallmühle | Hofwall 4 (Karte)                                                                     | Um 1850 | Gründerzeitlich-klassizistischer Putzbau, bau- und ortsgeschichtlich bedeutend. - Wohnhaus: Sandsteingewände, im ersten Obergeschoss Fensterbedachungen mit ornamentalem und figurativem Stuck, breite Sohlbänke von je zwei Konsolen getragen, mehrere Gesimse, Drempelgeschoss - Mühlengebäude: hoch aufragend, dreieinhalbgeschossig, Satteldach, im Innern Haupttransmission (liegendes Getriebe), zwei Plansichter, Schrankfilter, Transmissionsantrieb, neues Kammrad, Schützen am Mühlgrabeneinlauf und Mühlgraben zwischen Wohnhaus und Mühlengebäude, Auflager des früheren Wasserrades noch erkennbar. Von 2007–2008 wurden das Mühlengebäude abgebrochen und die bis dahin vorhandene Mühlentechnik entsorgt. | 09288023 |
|                                         | Promenade entlang der Promnitz mit Heinrich-Zille-Hain, Brunnenbecken, Gedenksäule für Opfer des Faschismus und Heinrich-Zille-Denkmal                                                                                               | Hospitalstraße (Am Sinter, Promnitzweg) (Karte)                                       | 1889–1944 (Parkanlage); 1889 (Wettin-Denkmal); 1895 (Bismarckstein); 1904 (Springbrunnen); 1954 (Umwidmung zum Heinrich-Zille-Denkmal) | Gartenhistorisch und ortsgeschichtlich von Bedeutung. - Bleichwiesen mit Heinrich-Zille-Hain: entlang des linken Promnitz-Ufers um die Jahrhundertwende entstanden, dichtes Wegenetz, Sitzplatznischen, Springbrunnen, Bismarckstein und VdN-Säule für Opfer von 1933–45 (früher Wettin-Säule), zum 100. Geburtstag von Heinrich Zille (geboren in Radeburg) erfolgte Namensgebung der Anlage, ein Gedenkstein wurde gesetzt (1,8 m hoher Findling mit Bronzeplatte mit Kopf von Heinrich Zille 1949 von Georg Türke geschaffen). - Gehölze: Purpur-Apfel, Eibe, Serbische Fichte, Erbsenfrüchtige Scheinzypresse, Gamander-Spierstrauch. Gedenksäule für Opfer des Faschismus als Obelisk. Die Promenadenanlagen in Radeburg entstanden zwischen 1889 und 1944 auf Initiative des Verschönerungsvereins Radeburg. Da dem Verein nur sporadisch Gelder zur Verfügung standen, sind die Anlagen in mehreren Schritten entstanden. Grundvoraussetzung zur Herausbildung der Promenade war zunächst jedoch die von Bürgermeister Hentschel veranlasste Regulierung der Promnitz, die 1863/1864 zwischen Sündergraben und Meißner Straße sowie zwischen der Großenhainer Straße und der Röder vorgenommen wurde. Daraufhin wurde ein Spazierweg entlang des Flusses angelegt und die Ufer bepflanzt. 1889 wurde die Anlage am Wettin-Obelisken eingeweiht. 1892–1897 entstand der Carolahain, ab 1904 die Anlage am Springbrunnen und 1926 die Anlagen am Bismarckstein und am Neuen Friedhof. Die Tätigkeiten des Verschönerungsvereins enden 1944 mit der Pflanzung von Rhododendren am Springbrunnen. Fanden auch nach 1945 einige Veränderungen in den Promenadenanlagen – insbesondere an deren Gedenksteinen – statt, sind sie doch in weiten Teilen authentisch überkommen. Sie stehen exemplarisch für die Tätigkeit der Verschönerungsvereine in der zweiten Hälfte des 19. Jahrhunderts und der ersten Hälfte des 20. Jahrhunderts in Sachsen im Allgemeinen und in Radeburg im Besonderen. Daraus resultiert ihre orts- und gartengeschichtliche Bedeutung. Auch anderenorts in Sachsen, wie z. B. in Dresden, Zwickau und Wurzen, entstanden in dieser Zeit entlang der Flüsse Promenaden. In den Kleinstädten Sachsens sind Promenadenanlagen allerdings von Seltenheitswert, entstanden diese doch meist auf den Flächen der ehemaligen Befestigungsanlagen nach ihrer Entfestigung. | 09288198 |
| Weitere Bilder                          | Wohnhaus in offener Bebauung und Gewerbe-Anbau (mit originaler Aufschrift am Giebel) sowie Hofgebäude (Landmaschinen und -geräte Max Pietsch)                                                                                        | Hospitalstraße 5 (Karte)                                                              | Anfang 19. Jahrhundert | Markantes, an den Hang gebautes Gebäude mit Mansarddach und Turmbau, baugeschichtlich und ortsgeschichtlich von Bedeutung. - Wohnhaus: an den Berg gebaut, asymmetrischer Turm, Mansarddach, Fachwerkzier an Dachfenstern, rückseitig Remisen im Wohnhaus - Hofgebäude: 1992 desolat, originale Aufschrift am Giebel, Inschrift „Landmaschinen & Geräte Max Pietsch“ (mit Relief) am Giebel, am Turm Inschrift „Max Pietsch Landmaschinen“ Der 1992 auch als Denkmal aufgeführte Mauerrest an der Promnitz ist 1999 während Beräumungsarbeiten umgefallen. | 09288010 |
| Direkt Bild zu diesem Denkmal hochladen | Scheune eines Bauernhofes | Hospitalstraße 15 (Karte)                                                             | 2. Hälfte 19. Jahrhundert | Verputzter Massivbau mit zwei großen hölzernen, original erhaltenen Schiebetüren, baugeschichtlich von Bedeutung. Mit zwei großen hölzernen, original erhaltenen Schiebetüren. | 09288009 |
| Direkt Bild zu diesem Denkmal hochladen | Wohnhaus in Ecklage | Kirchgasse 1 (Karte)                                                                  | 18. Jahrhundert | Zweigeschossiger schlichter Putzbau, platzbildprägende Lage zum Markt, baugeschichtlich von Bedeutung. Mit Erdgeschoss-Laden, weit in die Tiefe des Grundstücks reichend. | 09288070 |
| Direkt Bild zu diesem Denkmal hochladen | Wohnhaus in Ecklage, mit Toreinfahrt an der Kirchgasse | Kirchgasse 2 (Karte)                                                                  | Um 1840 | Zweigeschossiger Putzbau, von klassizistischer Wirkung, platzbildprägende Lage zum Markt, Marktfassade durch Mittelrisalit betont, baugeschichtlich von Bedeutung. Vorgezogene Mitte, Eierstab am Hauptgesims, zwei neuere Einbrüche im Erdgeschoss (links Laden, rechts Bank), mit zwei Sandsteinpfeilern der Hofeinfahrt. | 09288069 |
| Direkt Bild zu diesem Denkmal hochladen | Wohnhaus in Ecklage | Kirchgasse 4 (Karte)                                                                  | Um 1860 | Schlichter zweigeschossiger Putzbau, ortsbildprägende Lage am Kirchplatz, baugeschichtlich von Bedeutung. Eingeschnittenes Portal, originale Tür. | 09288107 |
|                                         | Denkmal zur Erinnerung an die Befreiungskriege 1813 (Jahrhundertstein) | Kirchplatz (Karte)                                                                    | Bezeichnet mit 1913 | Granitstele mit Kugelaufsatz, zur Erinnerung an die Völkerschlacht bei Leipzig und die Befreiung von der Napoleonischen Fremdherrschaft, geschichtlich von Bedeutung. Granitstele mit Kugelaufsatz, Inschrift „1913 Zur Erinnerung an Deutschlands Befreiung 1813“. | 09288184 |
| Weitere Bilder                          | Kirche mit Ausstattung, Kirchplatz und einigen Grabmalen auf dem Platz und außen an der Chorwand der Kirche | Kirchplatz 1 (Karte)                                                                  | 1781 (Kirchturm); 18. Jahrhundert (Altar); 1899 (Kirche, Empore und Felderdecke)                                                       | Kirche mit barockem Westturm und neogotischem Kirchenschiff, baugeschichtlich, ortsgeschichtlich und ortsbildprägend von Bedeutung. Spätgotische Saalkirche, durch Brände 1612 und 1718 beschädigt, Westturm 1789 wiedererrichtet. Umfassender Umbau 1899, dabei durch Anbau eines südlichen Querhauses zur Kreuzform umgestaltet, Anbau von vier Treppentürmen und Einwölbung des Chores. Schlichte Putzfassade mit Ecklisenen, Chor mit 5/8-Schluss. Vorgelagerter Westturm auf rechteckigem Grundriss, im Obergeschoss als Achteck weitergeführt, Turmhaube mit offener Laterne. Im Inneren bis in die Querhäuser hinein eingeschossige Emporen (1899). Hölzerne Kassettendecke und Kirchengestühl ebenfalls von 1899. Spätbarocker Altar mit großem Säulenaufbau, 18. Jahrhundert, Altarbild mit Darstellung der Kreuzigung. Meisterhaft geschnitzte Kanzel, der Korb von schwebenden Engeln getragen, nach 1718. Jehmlich-Orgel von 1889. Durch Brände 1612 und 1718 zerstört, 1899 Umgestaltung zur Kreuzform, Anbau von vier Treppentürmen, Einwölbung des Chores, u. a. Grabmal für Diakon Adolf Friedrich Salbach († 1721) und für Familie Sandstein (Chor Ostseite), Grabmal für den Pastor Johann Christian Fuchs († 1920), Sandstein (Chor Südost-Seite). | 09288183 |
|                                         | Pfarrhaus und Nebengebäude | Kirchplatz 2 (Karte)                                                                  | Bezeichnet mit 1907 | Im Stil des Späthistorismus, Putzbau mit platzbildprägendem Schweifgiebel und repräsentativem Portal, baugeschichtlich und ortsgeschichtlich von Bedeutung. Links geschwungener Giebel, hofseitig Balkons (Zierfachwerk im oberen), in aufwendigem Portal bezeichnet mit 1907. | 09288185 |
| Direkt Bild zu diesem Denkmal hochladen | Schulgebäude | Kirchplatz 4 (Karte)                                                                  | 1847 | Schönes klassizistisches Schulgebäude, lang gestreckter Putzbau mit Walmdach, die Türportale mit gerader Verdachung, baugeschichtlich und ortsgeschichtlich von Bedeutung. Unter Verdachungsgesims Friese mit Inschriften „Tugend erhöhen/ Laster unterdrücken“ (rechtes Portal) und „Thätigkeit ermuntern/ Erziehung befördern“ (linkes Portal). | 09288187 |
|                                         | Transformatorenhäuschen | Königsbrücker Straße (Karte)                                                          | Um 1910 | Technikgeschichtlich von Bedeutung, Putzgesims, Lage gegenüber Nr. 5 | 09288015 |
| Direkt Bild zu diesem Denkmal hochladen | Wohnhaus in offener Bebauung | Lindenallee 4 (Karte)                                                                 | Um 1910 | Eingeschossiges villenartiges Gebäude mit Mansarddach, im Reform- und Heimatstil der Zeit um 1910, baugeschichtlich von Bedeutung, Granitsockel | 09288045 |
|                                         | Brunnen auf dem Markt | Markt (Karte)                                                                         | Nachträglich bezeichnet mit 1784 | Schöner Sandsteinbrunnen mit plastischem Stadtwappen zwischen Rosetten, ortsgeschichtlich und künstlerisch von Bedeutung, mit plastischem Stadtwappen zwischen Rosetten | 09288195 |
| Direkt Bild zu diesem Denkmal hochladen | Wohnhaus in geschlossener Bebauung | Markt 2 (Karte)                                                                       | 18. Jahrhundert | Schlichter zweigeschossiger Putzbau, ortsbildprägend, baugeschichtlich von Bedeutung, mit Laden | 09288071 |
|                                         | Ehemaliges Rathaus mit Glocke im Dachreiter/Glockenturm, heute Gasthaus Ratskeller | Markt 3 (Karte)                                                                       | 1671 (Rathaus); bezeichnet mit 1581 (Glocke)                                                                                           | Zweigeschossiger barocker Putzbau mit hohem Mansarddach und Dachreiter, baugeschichtlich, ortsgeschichtlich und ortsbildprägend von Bedeutung. Zweigeschossiger Putzbau mit hohem Mansarddach und Türmchen, Turm verschiefert, mit Uhr. | 09288067 |
| Direkt Bild zu diesem Denkmal hochladen | Wohnhaus in geschlossener Bebauung (bauliche Einheit mit Marktstraße 2), mit Seitenflügel zum Hof | Markt 4 (Karte)                                                                       | 18. Jahrhundert | Schlichter zweigeschossiger barocker Putzbau mit Fledermausgaupen, ortsbildprägendes Eckhaus am Markt, bauliches Ensemble mit Markt Nr. 5, baugeschichtlich von Bedeutung, Fledermausgauben | 09288085 |
| Direkt Bild zu diesem Denkmal hochladen | Ehemaliges Gasthaus „Zum Löwen“ (heute Wohnhaus) in Ecklage | Markt 5 (Karte)                                                                       | 18. Jahrhundert | Schlichter zweigeschossiger barocker Putzbau mit Tordurchfahrt, ortsbildprägendes Eckhaus am Markt, bauliches Ensemble mit Markt Nr. 4, ortsgeschichtlich und baugeschichtlich von Bedeutung. In Ecklage Meißner Straße, mit Erdgeschoss-Laden und Hofdurchfahrt mit hölzernem Tor, im Inneren Holzbalkendecken, Stuck und Holzsäulen, barocke Deckenspiegel und hölzerne Säule, Fledermausgauben. Hinterhofbebauung abgerissen. | 09288084 |
|                                         | Wohnhaus in halboffener Bebauung, mit hinterem Anbau und hölzernem Trockenboden, im Hof stehendem Stallgebäude, Scheune, Brunnen und Hofpflaster                                                                                     | Markt 6 (Karte)                                                                       | Im Kern 18. Jahrhundert (Wohnhaus und Stallgebäude); 1826 (Brunnen); bezeichnet mit 1839 (Trockenboden); um 1900 (Nebengebäude)        | Wohnhaus dreigeschossiger schlichter Putzbau mit Segmentbogenportal, Hofgebäude in Fachwerk, Grundstück einer einstigen Seifensiederei und Postausspanne, baugeschichtlich und ortsgeschichtlich von Bedeutung. - Wohnhaus: mit einstiger Seifensiederei und Postausspanne, nach rechts in geschlossener Bebauung - hinterer Anbau: seit 1700 Seifensiederei - Trockenboden: bezeichnet im eingesetzten Schlussstein - Stallgebäude: Fachwerk, 18. Jahrhundert, bezeichnet mit 1847, Postausspanne - Scheune: Fachwerk | 09288082 |
|                                         | Wohnhaus in geschlossener Bebauung | Markt 7 (Karte)                                                                       | Im Kern 18. Jahrhundert, später überformt                                                                                              | Mit Laden, dreigeschossiger Putzbau, einfach gegliederte Fassade,baugeschichtlich und ortsbildprägend von Bedeutung. Mit Erdgeschoss-Laden, rundbogige Öffnungen im Erdgeschoss. | 09288081 |
|                                         | Wohnhaus in geschlossener Bebauung | Markt 8 (Karte)                                                                       | Im Kern 18. Jahrhundert, später überformt                                                                                              | Dreigeschossiger Putzbau, baugeschichtlich und ortsbildprägend von Bedeutung | 09288080 |
|                                         | Mietshaus in geschlossener Bebauung | Markt 9 (Karte)                                                                       | Um 1900, im Kern wohl älter | Putzbau, zurückhaltende Jugendstil-Gestaltung, Schweifgiebel mit einer Art Thermenfenster, baugeschichtlich und ortsbildprägend von Bedeutung | 09288079 |
|                                         | Wohnhaus in geschlossener Bebauung | Markt 10 (Karte)                                                                      | Im Kern 18. Jahrhundert, später überformt                                                                                              | Dreigeschossiger Putzbau, symmetrisch gegliederte Fassade von klassizistischer Wirkung, aufwendig dekoriertes Traufgesims, baugeschichtlich und ortsbildprägend von Bedeutung. Mit Erdgeschoss-Laden, klassizistische Fassade, originale Haustür. | 09288078 |
|                                         | Wohnhaus (mit Gedenktafel für Heinrich Zille) in halboffener Bebauung und Ecklage | Markt 11 (Karte)                                                                      | Um 1860 | Gut gegliederte Putzfassade von klassizistischer Wirkung, abgeschrägte Ecke durch Dachaufbau betont, im Vorgängerbau wurde der Maler und Graphiker Heinrich Zille (1858–1929) geboren, baugeschichtlich, personengeschichtlich und ortsbildprägend von Bedeutung. Eckhaus, abgeschrägte Ecke, neuer Erdgeschoss-Laden, originale Haustür, Fensterbedachungen. Heinrich Zille wurde hier am 10. Januar 1858 als Sohn eines Uhrmachers im Hintergebäude des Grundstücks geboren, das Wohnhaus brannte 1859 ab, kurze Zeit später Errichtung des jetzigen Gebäudes. | 09288076 |
| Direkt Bild zu diesem Denkmal hochladen | Wohnhaus in geschlossener Bebauung | Markt 12 (Karte)                                                                      | Um 1860, später überformt | Symmetrisch gegliederte und erheblich reduzierte Putzfassade, originale Haustür, baugeschichtlich und platzbildprägend von Bedeutung. Mit zwei Erdgeschoss-Läden, klassizistische Fassade mit rundbogigen Fenstern, zwei Seiten rechts und links vorgezogen, originale Tür. | 09288075 |
| Direkt Bild zu diesem Denkmal hochladen | Mietshaus in geschlossener Bebauung (bildet Doppelmietshaus mit Nr. 14) | Markt 13 (Karte)                                                                      | Um 1880 | Gründerzeitlicher Putzbau mit Schweifgiebel, baugeschichtlich und platzbildprägend von Bedeutung. Mit Erdgeschoss-Laden, seitlich links geschwungener Giebel. | 09288074 |
| Direkt Bild zu diesem Denkmal hochladen | Mietshaus in geschlossener Bebauung (Doppelmietshaus mit Nr. 13) | Markt 14 (Karte)                                                                      | Um 1880 | Gründerzeitlicher Putzbau mit Schweifgiebel, baugeschichtlich und platzbildprägend von Bedeutung. Mit Erdgeschoss-Laden, seitlich rechts geschwungener Giebel. | 09288073 |
| Direkt Bild zu diesem Denkmal hochladen | Wohnhaus in geschlossener Bebauung | Marktstraße 1 (Karte)                                                                 | Um 1845 | Putzbau mit ausgewogener Fassadengliederung, von klassizistischer Wirkung, baugeschichtlich von Bedeutung. Mit Erdgeschoss-Laden, klassizistische Fassade, originale Haustür. | 09288194 |
|                                         | Wohnhaus in geschlossener Bebauung (bauliche Einheit mit Markt 4) | Marktstraße 2 (Karte)                                                                 | Anfang 19. Jahrhundert | Schlichter zweigeschossiger Putzbau mit Fledermausgaupen und Tordurchfahrt, baugeschichtlich von Bedeutung. Eckhaus zum Markt, Hofdurchfahrt mit originalem Tor, eingestellte gusseiserne Säule an der Ecke zum Markt, Dachgaupen. | 09288188 |
| Direkt Bild zu diesem Denkmal hochladen | Wohnhaus in halboffener Bebauung | Marktstraße 3 (Karte)                                                                 | Um 1850 | Mit Laden, zweigeschossiger Putzbau, von klassizistischer Wirkung, baugeschichtlich von Bedeutung, it Erdgeschoss-Laden | 09288193 |
| Direkt Bild zu diesem Denkmal hochladen | Wohnhaus in geschlossener Bebauung | Marktstraße 4 (Karte)                                                                 | Bezeichnet mit 1856 | Zweigeschossiger schlichter Putzbau, Türportal mit gerader Verdachung, baugeschichtlich von Bedeutung | 09288189 |
| Direkt Bild zu diesem Denkmal hochladen | Wohnhaus in geschlossener Bebauung | Marktstraße 6 (Karte)                                                                 | Um 1910 | Putzbau, Mittelrisalit mit wuchtigem Erker, im Reformstil der Zeit um 1910, baugeschichtlich von Bedeutung. Torbogen zur rückwärtigen Gasse gehört zu Marktstraße 8, vorgezogene Mitte mit Erker. | 09288190 |
| Direkt Bild zu diesem Denkmal hochladen | Wohnhaus in Ecklage | Marktstraße 12 (Karte)                                                                | Um 1850 | Gut gegliederte Putzfassade, Eckhaus zur Carolinenstraße, baugeschichtlich von Bedeutung, zusammen mit Nr. 14, 16 und 18 geschlossene Bebauung. Eckhaus zur Carolinenstraße, abgeschrägte Ecke, reiche Putzgliederungen, originale Fenster. | 09288139 |
| Direkt Bild zu diesem Denkmal hochladen | Wohnhaus in geschlossener Bebauung | Marktstraße 18 (Karte)                                                                | Um 1850 | Mit Laden, gut gestaltete, gründerzeitliche Putzfassade, baugeschichtlich von Bedeutung. Zusammen mit Nr. 12, 14 und 16 geschlossene Bebauung, aufwendiger Bau, im Erdgeschoss große rundbogige Fenster, Blendbögen, im Obergeschoss Fensterbedachungen (klassizistisch). | 09288138 |
| Direkt Bild zu diesem Denkmal hochladen | Villa Mitscherling mit Remisengebäude, parkartigem Garten, dort Turmpavillon und Teil der Einfriedungsmauer | Meißner Landstraße 9 (Karte)                                                          | Um 1905 | Repräsentativer, weithin sichtbarer Villenbau, weitestgehend im ursprünglichen Zustand erhalten, markantes Beispiel der Architektur aus dem Anfang des 20. Jahrhunderts (zwischen Jugendstil und Reformarchitektur). Garten einzigartig in Radeburg, gesamtes Anwesen baugeschichtlich und künstlerisch bedeutend verwinkelter Bau, belebt durch seitliche Türme und Zierfachwerk, Garten parkartig, mit reichem Baumbestand, Wegeführung, Wasserlauf mit Becken, Grottierung und kleiner Brücke, bis 2011 unter Meißner Berg 9 in der Denkmalliste, erbaut für den Schamotte-Fabrikanten Mitscherling. | 09288012 |
| Direkt Bild zu diesem Denkmal hochladen | Wohnhaus in halboffener Bebauung in Ecklage, mit Hofgebäude und Brunnen im Hof | Meißner Straße 2 (Karte)                                                              | Bezeichnet mit 1837, später überformt                                                                                                  | Dreigeschossiger Putzbau mit gründerzeitlich-klassizistischer Fassade, Eckhaus zum Markt, baugeschichtlich und ortsbildprägend von Bedeutung. Klassizistische Fassade, reicher Stuckschmuck in Fensterbedachungen, im Hof Steinbrunnen, Hofgebäude (Holzkonstruktion), ehemalige Bauernwirtschaft. | 09288083 |
| Direkt Bild zu diesem Denkmal hochladen | Wohnhaus in halboffener Bebauung | Meißner Straße 3 (Karte)                                                              | 1. Hälfte 19. Jahrhundert, im Kern älter                                                                                               | Zweigeschossiger schlichter Putzbau mit profilierten Fensterrahmungen, im Innern noch barock, baugeschichtlich von Bedeutung | 09288126 |
| Direkt Bild zu diesem Denkmal hochladen | Wohnhaus in geschlossener Bebauung, mit Hinterhaus | Meißner Straße 4 (Karte)                                                              | Bezeichnet mit 1816 | Schlichter klassizistischer Putzbau, schöne originale Haustür, Satteldach, baugeschichtlich von Bedeutung. Mit Erdgeschoss-Laden, originale Haustür, Türstock im Schlussstein bezeichnet mit 1816, Fledermausgauben durch Dachhäuschen ersetzt. | 09288124 |
| Direkt Bild zu diesem Denkmal hochladen | Wohnhaus in geschlossener Bebauung und in Ecklage | Meißner Straße 14 (Karte)                                                             | Um 1850 | Gründerzeitlicher Putzbau mit Fensterbedachungen im Obergeschoss, baugeschichtlich von Bedeutung. Eckhaus zu An der Promnitz, mit Dachhäuschen. | 09288147 |
|                                         | Promenade entlang der Promnitz mit Heinrich-Zille-Hain, Brunnenbecken, Gedenksäule für Opfer des Faschismus und Heinrich-Zille-Denkmal                                                                                               | Promnitzweg (Am Sinter, Hospitalstraße) (Karte)                                       | 1889–1944 (Parkanlage); 1889 (Wettin-Denkmal); 1895 (Bismarckstein); 1904 (Springbrunnen); 1954 (Umwidmung zum Heinrich-Zille-Denkmal) | Gartenhistorisch und ortsgeschichtlich von Bedeutung. - Bleichwiesen mit Heinrich-Zille-Hain: entlang des linken Promnitz-Ufers um die Jahrhundertwende entstanden, dichtes Wegenetz, Sitzplatznischen, Springbrunnen, Bismarckstein und VdN-Säule für Opfer von 1933–45 (früher Wettin-Säule), zum 100. Geburtstag von Heinrich Zille (geboren in Radeburg) erfolgte Namensgebung der Anlage, ein Gedenkstein wurde gesetzt (1,8 m hoher Findling mit Bronzeplatte mit Kopf von Heinrich Zille 1949 von Georg Türke geschaffen). - Gehölze: Purpur-Apfel, Eibe, Serbische Fichte, Erbsenfrüchtige Scheinzypresse, Gamander-Spierstrauch. Gedenksäule für Opfer des Faschismus als Obelisk. Die Promenadenanlagen in Radeburg entstanden zwischen 1889 und 1944 auf Initiative des Verschönerungsvereins Radeburg. Da dem Verein nur sporadisch Gelder zur Verfügung standen, sind die Anlagen in mehreren Schritten entstanden. Grundvoraussetzung zur Herausbildung der Promenade war zunächst jedoch die von Bürgermeister Hentschel veranlasste Regulierung der Promnitz, die 1863/1864 zwischen Sündergraben und Meißner Straße sowie zwischen der Großenhainer Straße und der Röder vorgenommen wurde. Daraufhin wurde ein Spazierweg entlang des Flusses angelegt und die Ufer bepflanzt. 1889 wurde die Anlage am Wettin-Obelisken eingeweiht. 1892–1897 entstand der Carolahain, ab 1904 die Anlage am Springbrunnen und 1926 die Anlagen am Bismarckstein und am Neuen Friedhof. Die Tätigkeiten des Verschönerungsvereins enden 1944 mit der Pflanzung von Rhododendren am Springbrunnen. Fanden auch nach 1945 einige Veränderungen in den Promenadenanlagen – insbesondere an deren Gedenksteinen – statt, sind sie doch in weiten Teilen authentisch überkommen. Sie stehen exemplarisch für die Tätigkeit der Verschönerungsvereine in der zweiten Hälfte des 19. Jahrhunderts und der ersten Hälfte des 20. Jahrhunderts in Sachsen im Allgemeinen und in Radeburg im Besonderen. Daraus resultiert ihre orts- und gartengeschichtliche Bedeutung. Auch anderenorts in Sachsen, wie z. B. in Dresden, Zwickau und Wurzen, entstanden in dieser Zeit entlang der Flüsse Promenaden. In den Kleinstädten Sachsens sind Promenadenanlagen allerdings von Seltenheitswert, entstanden diese doch meist auf den Flächen der ehemaligen Befestigungsanlagen nach ihrer Entfestigung. | 09288198 |
| Direkt Bild zu diesem Denkmal hochladen | Wohnhaus in Ecklage und Hinterhaus | Pfarrgasse 1 (Karte)                                                                  | 18. Jahrhundert | Beide Häuser Obergeschoss Fachwerk verputzt, baugeschichtlich von Bedeutung | 09288065 |
| Direkt Bild zu diesem Denkmal hochladen | Villa mit Remisengebäude und Einfriedung | Radeberger Straße 13 (Karte)                                                          | Bezeichnet mit 1866 | Im Schweizerstil, mit niedrigem Turmanbau, baugeschichtlich von Bedeutung. Villa verwinkelt, Dachüberstand, originale Fenster und Türen. | 09288026 |
| Direkt Bild zu diesem Denkmal hochladen | Wohnhaus in offener Bebauung, mit Einfriedung | Radeberger Straße 14 (Karte)                                                          | 1890er Jahre | Hübscher villenartiger Bau mit Fachwerkgiebeln, im späthistoristischen Stil, baugeschichtlich von Bedeutung. Zierfachwerk, Sandsteinsockel, zyklopisch versetzt, Fenstergewände mit Vorhangbogen, originale Fenster und Türen, originale Dachdeckung und Firstziegel. | 09288027 |
| Direkt Bild zu diesem Denkmal hochladen | Wohnhaus in offener Bebauung | Radeberger Straße 27 (Karte)                                                          | 1920er Jahre | Im traditionalistischen Stil der 1920er Jahre, feine Putzgliederungen und Fensterläden, baugeschichtlich von Bedeutung. Feine Putzgliederungen und Fensterläden, ohne Anbauten. | 09288029 |
| Direkt Bild zu diesem Denkmal hochladen | Wohnhaus und Nebengebäude eines Gärtnereianwesens | Röderstraße 4 (Karte)                                                                 | Ende 18. Jahrhundert | Wohnhaus ein schlichter Putzbau mit Krüppelwalmdach, baugeschichtlich und sozialgeschichtlich von Bedeutung | 09288731 |
| Direkt Bild zu diesem Denkmal hochladen | Wohnhaus | Röderstraße 6 (Karte)                                                                 | 18. Jahrhundert | Obergeschoss Fachwerk verbrettert, baugeschichtlich von Bedeutung | 09288022 |
| Direkt Bild zu diesem Denkmal hochladen | Wohnhaus in halboffener Bebauung | Röderstraße 7 (Karte)                                                                 | 18. Jahrhundert | Obergeschoss Fachwerk verbrettert, baugeschichtlich von Bedeutung | 09288019 |
|                                         | Wohnhaus mit angebautem Nebengebäude | Röderstraße 18 (Karte)                                                                | 18. Jahrhundert | Obergeschoss Fachwerk zum Teil verbrettert, baugeschichtlich von Bedeutung. Lage der Scheune gegenüber von Nr. 20, Scheune vor 2011 abgebrochen. | 09288018 |
|                                         | Steinkreuz | Röderstraße 26 (vor) (Karte)                                                          | 14./16. Jahrhundert | Mittelalterliches oder frühneuzeitliches Mord- und Sühnekreuz, ortsgeschichtlich von Bedeutung. Sogenanntes Wendenkreuz, Sandstein 59 × 44 × 21 cm. | 09288159 |
| Direkt Bild zu diesem Denkmal hochladen | Wohnhaus in Ecklage | Schulgasse 2 (Karte)                                                                  | 1. Hälfte 18. Jahrhundert | Schlichter zweigeschossiger Putzbau, Eckhaus zur Dresdner Straße, baugeschichtlich von Bedeutung | 09288057 |
| Direkt Bild zu diesem Denkmal hochladen | Wohnhaus in halboffener Bebauung | Schulgasse 6 (Karte)                                                                  | 1. Hälfte 19. Jahrhundert | Einfacher Putzbau mit Segmentbogenportal, baugeschichtlich von Bedeutung. Giebel Fachwerk, verbrettert. | 09288186 |
| Direkt Bild zu diesem Denkmal hochladen | Turnhalle einer Schule | Schulstraße 4 (Karte)                                                                 | Bezeichnet mit 1894 | Repräsentatives Gebäude der Gründerzeit, Putzbau mit Klinkergliederung, aufwendiger Portalvorbau, baugeschichtlich von Bedeutung. Vorgezogenes Portal, zum Teil mit Klinkerblendornamentik. | 09288031 |
|                                         | Schulgebäude, heute Altenheim, mit Vorgarten, zwei Pavillons und Einfriedung mit drei Eingängen (ehemalige Bildungs- und Haushaltungsschule)                                                                                         | Schulstraße 5 (Karte)                                                                 | 1910–1911 | Charakteristisches Beispiel für den Stil der Reformzeit in der 1. Hälfte des 20. Jahrhunderts, malerisch gruppierte, mehrflügelige Anlage, baugeschichtlich und ortsgeschichtlich von Bedeutung. Originale Fenster und Türen. Regelmäßiger, architektonisch gestalteter Vorgarten an der ehemaligen Bildungs- und Haushaltsschule im Stil der Reformzeit. Zusammen mit den Baulichkeiten einheitlich 1910/11 (Aussage Heimatmuseum) geplant und ausgeführt. Beispiel für den geometrischen „Architekturgarten“ in der 1. Hälfte des 20. Jahrhunderts. Wechselseitige Beziehungen zwischen Gebäude und Garten, bilden gestalterisch und funktional eine Einheit. Die durch gartenreformerische Ideen schon vor 1900 geforderte Durchdringung von Haus und Garten in der räumlichen Gliederung sowohl im Wohnhaus als auch im Garten erkennbar. Weitgehend erhaltener Vorgarten westlich, südlich und östlich des ehemaligen Schulgebäudes mit Einfriedung, zwei Gartenpavillons, Wegesystem und vegetabiler Ausstattung. Einfriedung aus der Entstehungszeit stammend: massive Bruchsteinmauer und -pfeiler aus bossiertem Sandstein mit Sandsteinplatten als Abdeckung, ursprünglich hell gefasste Holzlattenzaunsfelder, wohl in den 1970er Jahren durch Gitterzaunsfelder ersetzt. Zwei Eingänge mit je zwei massiven Torpfeilern von Westen und Osten. Einfahrt von Westen mit zwei massiven Torpfeilern (Material wie Einfriedung, Sandsteinplatten als Abdeckung). Zwei Gartenpavillons auf quadratischem Grundriss, mit Ziegeln gedecktes Dach auf vier Säulen aus massivem Bruchstein (gleicher Duktus und Materialien wie Einfriedung, in Einfriedung integriert). Wegestruktur erhalten, Zugangswege mit hellem Seifensteinpflaster, Wegekanten (wohl Werkstein) weitgehend original. Fassadengestaltung mit Rankgittern (holz, weiß gefasst). Auf historischen Postkarten ovales Schmuckbeet außerhalb des Gartens auf dem Fußweg Ecke Schulstraße und Moritz-Richter-Straße erkennbar. | 09288030 |
| Direkt Bild zu diesem Denkmal hochladen | Wohnhaus in offener Bebauung | Schulstraße 6 (Karte)                                                                 | 1890er Jahre | Malerischer Putzbau mit Fachwerkelementen, im Stil des Späthistorismus, baugeschichtlich von Bedeutung. Zierfachwerk, hölzerne Balkons, Fenstergewände mit Vorhangbogen, originale Fenster und Haustür. | 09288032 |
| Direkt Bild zu diesem Denkmal hochladen | Hauptgebäude (ohne Anbauten) einer ehemaligen Fabrik (ehemals Theodor-Krasselt-Werk, Behrische Maschinenfabrik) | Würschnitzer Straße 1 (Karte)                                                         | 1865, später überformt | Schlichter Putzbau, ehemals Maschinenfabrik, später Garnspinnerei, ortsgeschichtlich von Bedeutung. Ende der 1990er Jahre Umbau zu einem Wohn- und Geschäftshaus, Dienstleistungs- und Gewerbezentrum, BIRA Industrie- und Handels GmbH. | 09288025 |

## Bärnsdorf
| Bild                                    | Bezeichnung | Lage                                           | Datierung | Beschreibung | ID       |
| --------------------------------------- | --- | ---------------------------------------------- | --- | --- | -------- |
|                                         | Sachgesamtheitsbestandteil der Sachgesamtheit Schmalspurbahn Radebeul–Radeburg (siehe 08950103): Trasse der Schmalspurbahn, Durchlässe, Fernmelde-Freileitung | (Flurstück 794/1) (Karte)                      | 1884 | Verkehrs- und technikgeschichtlich von Bedeutung | 09284289 |
| Weitere Bilder                          | Kirche mit Ausstattung, Kirchhof, Kirchhofsmauer und dort eingelassener Reliefplatte in der Aufgangsmauer                                                     | An der Promnitz (Karte)                        | 1875 (Kirche und Orgelprospekt); 17. Jahrhundert (Grabplatte); bezeichnet mit 1759 (Triumphkreuzgruppe); um 1980 (Kirchenfenster) | Saalkirche mit polygonalem Chor und Westturm, Kirchenbau im Rundbogenstil des 19. Jahrhunderts, Relief in Kirchhofsmauer, alte Grabplatte mit Engel und zwei Kindern, baugeschichtlich, ortsgeschichtlich und ortsbildprägend von Bedeutung. - Kirche (Dehio Sachsen I, 1996): 1875 vom Dresdner Architekten Hammer errichtet. Putzbau mit Satteldach, langgestreckter, eingezogener und polygonal geschlossener Chor, seitlich Sakristeien, der quadratische Turm mit Helm in den Bau einbezogen. Das Äußere in romanischen Bauformen mit Backsteinelementen gegliedert, ausdrucksvoll insbesondere die den Bau umziehende Blendgalerie. Nüchterner Emporensaal mit überhöhtem Mittelschiff, der Altarraum tonnengewölbt. Buntglasfenster um 1980 von Werner Juza. Taufe aus Zöblitzer Serpentin und Orgelprospekt aus der Erbauungszeit. In der Sakristei kleine geschnitzte Kreuzigungsgruppe, bezeichnet mit 1759. - Kirchhof: Winter-Linde (Tilia cordata) am Zufahrtstor im Südwesten, Eibe (Taxus baccata) nördlich der Kirche, stattliche Stiel-Eiche (Quercus robur) im Norden des Kirchhofs - Einfriedung: im Osten, Westen und Süden teilweise verputzte Natursteinmauer, im Süden als Stützmauer ausgeprägt, Zugangspforte mit Rundbogentor und einflügligem Ziergitter von Süden mit Treppenaufgang (hier an der westlichen Treppenwange Reliefplatte), weitere Zugangspforte mit Rundbogentor von Osten vom Pfarrhaus, Zufahrtstor über Rampe von Südwesten | 09284348 |
|                                         | Mühlteich | An der Promnitz (Karte)                        | 19. Jahrhundert | Ortsgeschichtlich und ortsbildprägend von Bedeutung, stand bis 2002 irrtümlich unter „Dorfteich“ in der Denkmalliste, zum Teil noch mit Sandstein eingefasste, unregelmäßige Anlage, 2002 Wehr und Mauer rekonstruiert | 09284364 |
| Weitere Bilder                          | Dreiseithof mit Wohnstallhaus (Nr. 5), Scheune, Seitengebäude (Nr. 3) sowie Hofeinfahrt                                                                       | An der Promnitz 3, 5 (Karte)                   | Bezeichnet mit 1802 (Wohnstallhaus); bezeichnet mit 1870 (Seitengebäude)                                                          | Seitengebäude mit Fachwerk-Obergeschoss, Wohnstallhaus verputzter Massivbau mit Zwillingsfenster im Giebel, baugeschichtlich und wirtschaftsgeschichtlich von Bedeutung. Wohnstallhaus Obergeschoss Fachwerk, mit drei gemauerten Hofeinfahrtspfeilern, 2003 Scheune umgebaut. | 09284345 |
|                                         | Wohnhaus, ehemalige Schule, und Scheune sowie Hofeinfahrt | An der Promnitz 8 (Karte)                      | Anfang 19. Jahrhundert | Fachwerkbauten, baugeschichtlich und ortsgeschichtlich von Bedeutung. Wohnhaus (Obergeschoss Fachwerk) und Scheune (Fachwerk) sowie Hofeinfahrt mit gemauerten Hofeinfahrtspfeilern. | 09284350 |
|                                         | Pfarrhof mit Pfarrhaus, Scheune und Seitengebäude (Kantor-Tittel-Haus), mit Hofmauer und zwei Eingängen (Toreinfahrt und Pforte)                              | An der Promnitz 11 (Karte)                     | Mitte 17. Jahrhundert | Geschlossen erhaltener Pfarrhof von ortsbildprägender Wirkung neben der Kirche, Pfarrhaus Obergeschoss Fachwerk mit altertümlicher Konstruktion (Kopf- und Fußstreben), Sitznischenportal, Scheune und Seitengebäude verputzte Massivbauten, baugeschichtlich und ortsgeschichtlich von Bedeutung. Wohnhaus (Obergeschoss Fachwerk, Sitznischenportal), Eingänge zum Pfarrhof mit je zwei Pfosten. | 09284349 |
| Weitere Bilder                          | Rest der Bruchsteinmauer des Vorgartens (zur Nummer 21 gelegen)                                                                                               | An der Promnitz 19 (Karte)                     | 19. Jahrhundert | Baugeschichtlich und ortsbildprägend von Bedeutung | 09284351 |
| Weitere Bilder                          | Hofmauer mit Pforte eines Dreiseithofes | An der Promnitz 31 (Karte)                     | Um 1850 | Baugeschichtlich und ortsbildprägend von Bedeutung, bildet Dreiseithof mit Nr. 29. Leutepforte: rundbogiger Seiteneingang. | 09284359 |
|                                         | Gasthof (Nr. 33, mit Saal) und mit linkem Anbau (Nr. 31) | Bärnsdorfer Hauptstraße 31, 33 (Karte)         | Um 1880 | Schlichter Putzbau mit Walmdach, eingeschossiger Anbau mit Mansarddach, ortsgeschichtlich und baugeschichtlich von Bedeutung | 09284355 |
| Weitere Bilder                          | Wohnhaus eines Bauernhofes, mit Hofmauer | Bärnsdorfer Hauptstraße 43 (Karte)             | 1. Hälfte 19. Jahrhundert, später überformt                                                                                       | Einfacher Putzbau, baugeschichtlich von Bedeutung, ehemals Fachwerk, bildet Bauernhof mit Nr. 45 | 09284361 |
|                                         | Schulgebäude | Bärnsdorfer Hauptstraße 48 (Karte)             | Ende 19. Jahrhundert | Gründerzeitgebäude, Seitenrisalit mit Giebelaufsatz, im Stil der deutschen Neorenaissance, baugeschichtlich und ortsgeschichtlich von Bedeutung, stand bis 2002 irrtümlich als „Alte Schule“ in der Denkmalliste | 09284357 |
|                                         | Wohnstallhaus eines Bauernhofs | Bärnsdorfer Hauptstraße 56 (Karte)             | Um 1850 | Einfacher Putzbau, baugeschichtlich von Bedeutung | 09284356 |
| Weitere Bilder                          | Transformatorenhäuschen | Bärnsdorfer Hauptstraße 60 (gegenüber) (Karte) | Vor 1914 | Zeugnis der Elektrifizierung des Ortes, technikgeschichtlich von Bedeutung,Trafohäuschen mit Schieferturm | 09284354 |
| Weitere Bilder                          | Seitengebäude eines Bauernhofes | Bärnsdorfer Hauptstraße 86 (Karte)             | Um 1850 | Einfacher Putzbau, baugeschichtlich von Bedeutung | 09284362 |
|                                         | Straßenbrücke über die Promnitz (Lindebergbrücke) | Lindeberg (Karte)                              | 18. Jahrhundert | Steinbogenbrücke, beidseitig mit langen Bruchsteinmauern begrenzt, baugeschichtlich von Bedeutung | 09284339 |
|                                         | Straßenbrücke mit Wehr | Lindeberg (Karte)                              | 19. Jahrhundert | Steinbogenbrücke, bau- und technikgeschichtlich von Bedeutung, Bruchstein, 2001 rekonstruiert/saniert | 09284347 |
| Direkt Bild zu diesem Denkmal hochladen | Wohnhaus | Lindeberg 8 (Karte)                            | 18. Jahrhundert | Kleiner schlichter giebelständiger Putzbau, sozialgeschichtlich von Bedeutung. Obergeschoss Fachwerk verputzt an der Rückseite des Hauses. | 09284344 |
|                                         | Wohnstallhaus eines Dreiseithofes | Lindeberg 9 (Karte)                            | 2. Hälfte 19. Jahrhundert | Verputzter Massivbau mit Zwillingsfenster im Giebel, baugeschichtlich von Bedeutung, bildet Dreiseithof mit Nr. 7 | 09284340 |
|                                         | Wohnstallhaus eines Bauernhofes | Lindeberg 15 (Karte)                           | Bezeichnet mit 1831 | Verputzter Massivbau, Türstock mit Schlussstein, baugeschichtlich von Bedeutung. Haus mit Taubenausflugslöchern, Tür mit Schlussstein, im Schlussstein bezeichnet mit 1831. | 09284342 |
| Direkt Bild zu diesem Denkmal hochladen | Wohnhaus eines Bauernhofes | Lindeberg 17 (Karte)                           | Bezeichnet mit 1711 | Obergeschoss Fachwerk verbrettert, baugeschichtlich von Bedeutung. Obergeschoss Fachwerk, verbrettert, am Balken bezeichnet mit 1711. | 09284343 |
|                                         | Wegestein | Marsdorfer Straße (Karte)                      | 2. Hälfte 19. Jahrhundert | Granitstele, markante Kopfgestaltung mit nach vorne vertieften Inschriftfeldern, verkehrsgeschichtlich bedeutend. Diese Form der Wegesäule mit den nach vorne vertieften Schriftfeldern findet sich z. B. noch auf dem Stadtgebiet von Dresden, an der Lohmener Straße (Oberpoyritz) und in Altpestitz. Die beiden Dresdner Säulen sind jedoch aus Sandstein und somit auch älter. | 09303420 |
| Direkt Bild zu diesem Denkmal hochladen | Hotelanlage („Hotel Seefrieden“), bestehend aus Hauptgebäude (mit Saalanbau), zwei Remisengebäuden und einem Wohnhaus                                         | Seefrieden 1 (Karte)                           | Um 1900 | Gründerzeitgebäude mit Fachwerk-Elementen, baugeschichtlich und ortsgeschichtlich von Bedeutung, Obergeschoss Zierfachwerk | 09284336 |
|                                         | Sachgesamtheitsbestandteil der Sachgesamtheit Kulturlandschaft Moritzburg                                                                                     | Zum Teichhaus (Zum Teichhaus 11) (Karte)       | 15. Jahrhundert–19. Jahrhundert                                                                                                   | Sachgesamtheitsbestandteil der Sachgesamtheit Kulturlandschaft Moritzburg (Sachgesamtheit 09301072, Moritzburg) mit folgenden Einzeldenkmalen: Bärnsdorfer Teichständer (09284332) und Teichmeisterei (09284331) sowie folgendem Sachgesamtheitsteil: Jagdforst (einschließlich Bauernhof Zum Teichhaus 11) und Teichmeisterhaus-Areal; geschichtlich, wissenschaftlich, forst- und jagdgeschichtlich, landschaftsgestaltend und ortsgeschichtlich von Bedeutung, Teil der Kulturlandschaft Moritzburg (eine der bedeutendsten barocken Jagdpark- und Jagdschlossanlagen Deutschlands). Störelement: Garagenbauten. | 09302798 |
|                                         | Bärnsdorfer Teichständer: Hochwasserüberlauf oder Wehr (Einzeldenkmal der Sachgesamtheit 09302798)                                                            | Zum Teichhaus (Karte)                          | 16. Jahrhundert | Einzeldenkmal der Sachgesamtheit Kulturlandschaft Moritzburg; geschichtlich, wissenschaftlich, landschaftsgestaltend und ortsgeschichtlich von Bedeutung | 09284332 |
|                                         | Haus des Teichmeisters, mit Anbauten rechts und links, weiterhin mit Bruchsteinmauer um das Grundstück (Einzeldenkmal der Sachgesamtheit 09302798)            | Zum Teichhaus 6 (Karte)                        | 1588 erstmals erwähnt, später überformt                                                                                           | Einzeldenkmal der Sachgesamtheit Kulturlandschaft Moritzburg; repräsentativer Putzbau mit Walmdach (Putznutungen, u. a. den Außenbau bestimmende Elemente vom Umbau 1935), Haus des königl.-sächs. Teichmeisters, geschichtlich, wissenschaftlich und ortsgeschichtlich von Bedeutung, Teil der Kulturlandschaft Moritzburg (eine der bedeutendsten barocken Jagdpark und -schlossanlage Deutschlands) | 09284331 |

## Bärwalde
| Bild                                    | Bezeichnung | Lage                           | Datierung | Beschreibung | ID       |
| --------------------------------------- | --- | ------------------------------ | --- | --- | -------- |
| Direkt Bild zu diesem Denkmal hochladen | Wohnstallhaus und Seitengebäude (Wohnstallhaus) eines Dreiseithofes, mit Hofeinfahrt                                                                                | Am Hohberg 1 (Karte)           | Bezeichnet mit 1890 | Gründerzeitliche Putzfassaden von klassizistischer Wirkung, baugeschichtlich von Bedeutung, Hofeinfahrt mit drei Granitpfeilern | 09288205 |
| Direkt Bild zu diesem Denkmal hochladen | Einfriedungsmauer der Vorgärten eines Dreiseithofes | Am Hohberg 5, 7 (Karte)        | 19. Jahrhundert | Verputzte Bruchsteinmauer, ortsbildprägend und baugeschichtlich von Bedeutung | 09288204 |
| Weitere Bilder                          | Kirche mit Ausstattung und Kirchhof mit wenigen Grabmalen, Einfriedungsmauer und Kirchhofstor                                                                       | An der Kirche (Karte)          | Bezeichnet mit 1867 | Saalkirche mit polygonalem Chor und Westturm, im Rundbogenstil des 19. Jahrhunderts, baugeschichtlich, ortsgeschichtlich und ortsbildprägend von Bedeutung. - Evangelische Pfarrkirche (Dehio Sachsen I, 1996): 1867 von Amtszimmermeister Ernst Adam aus Moritzburg erbaut. Der Bau mit reizvollen Putz- und Sandsteingliederungen im Rundbogenstil, eingezogener, polygonal geschlossener Chor und westlich in den Baukörper einbezogener Turm mit achtseitigem Obergeschoss und hohem Helm, Satteldach, die Wetterfahne bezeichnet mit 1867. - Ausstattung: Emporensaal mit überhöhtem Mittelschiff, die Arkaden in romanisierenden Formen, der Chorschluss gewölbt. Im hohen Altarretabel Kopie nach dem Gemälde des Segnenden Christus von Cima da Conegliano. Kanzel und Orgelprospekt aus der Erbauungszeit. Schlichte Taufe mit Schale aus Serpentin. Elf große Gemälde von Julius Steglich (1839–1913), um 1900, ehemals im Diakonenhaus in Moritzburg, angeblich als Transparente benutzt. Die Themen sind: Verkündigung an Maria, Herbergssuche, Verkündigung an die Hirten, Anbetung der Hirten, Darbringung im Tempel, Hl. Drei Könige, dem Stern folgend, Anbetung der Könige, Flucht nach Ägypten, Zwölfjähriger Christus im Tempel, Christus als Kinderfreund, Christus, das Volk lehrend. | 09288215 |
| Weitere Bilder                          | Kriegerdenkmal für die im Ersten Weltkrieg Gefallenen, mit Einfriedung und zwei Bäumen                                                                              | An der Kirche (Karte)          | Nach 1918 | Gedenksäule, Granitstele, ortsgeschichtlich von Bedeutung, Granitstele zwei Nadelbäume (Thuja spec.) | 09288216 |
| Direkt Bild zu diesem Denkmal hochladen | Spritzenhaus | An der Kirche (Karte)          | 18. Jahrhundert | Mit Fachwerk-Giebel, ortsgeschichtlich von Bedeutung | 09288217 |
| Direkt Bild zu diesem Denkmal hochladen | Wohnstallhaus und Scheune eines Dreiseithofes, mit Torbogen als Hofeinfahrt sowie Kellereingang und Hofmauer                                                        | Dorfstraße 12 (Karte)          | Um 1800 (Wohnstallhaus); bezeichnet mit 1806 (Torbogen); 2. Hälfte 19. Jahrhundert (Scheune)                                                                   | Baugeschichtlich und wirtschaftsgeschichtlich von Bedeutung. Wohnstallhaus (Obergeschoss Fachwerk, verputzt), Torbogen, bildet Dreiseithof mit Nr. 12a. | 09288209 |
| Direkt Bild zu diesem Denkmal hochladen | Wohnhaus (mit Stallanbau) eines Dreiseithofes | Im Winkel 4 (Karte)            | Ende 19. Jahrhundert | Gründerzeitlicher Putzbau mit Fensterverdachungen, baugeschichtlich von Bedeutung. | 09288207 |
| Direkt Bild zu diesem Denkmal hochladen | Wohnhaus mit Seitengebäude (ehemalige Stellmacherei) | Kalkreuther Straße 8 (Karte)   | 2. Hälfte 19. Jahrhundert | Wohnhaus ein schlichter Putzbau mit Doppelfenster im Giebel, ortsgeschichtlich von Bedeutung, Putzgesimse, originale Fenster und Fenstergewände | 09288211 |
| Direkt Bild zu diesem Denkmal hochladen | Gasthof mit Saalanbau und seitlicher, giebelständiger Scheune | Kalkreuther Straße 10a (Karte) | 3. Viertel 19. Jahrhundert (Gasthof); Ende 19. Jahrhundert (Scheune)                                                                                           | Putzfassade mit einfacher Gliederung, ortsgeschichtlich von Bedeutung. Saalanbau zurückgesetzt, Putznutungen, Putzgesimse. | 09288210 |
|                                         | Ehemalige Schule (Nr. 3) und Nebengebäude (Nr. 3a) | Oberdorf 3, 3a (Karte)         | Ende 19. Jahrhundert | Schule ein Putzbau mit Volutengiebel, im Stil der Neorenaissance, Nebengebäude mit Fachwerk-Drempel und -Giebel, baugeschichtlich und ortsgeschichtlich von Bedeutung. Sandsteingewände, Schule jetzt Mischnutzung. | 09288214 |
| Direkt Bild zu diesem Denkmal hochladen | Wohnstallhaus mit angebautem Schuppen, Scheune und Seitengebäude eines Dreiseithofes, mit Hofmauer und Hofeinfahrt                                                  | Oberdorf 11 (Karte)            | 2. Hälfte 19. Jahrhundert | Geschlossen erhaltener Bauernhof, Wohnstallhaus Obergeschoss Fachwerk, Seitengebäude (Obergeschoss verbrettert), baugeschichtlich und wirtschaftsgeschichtlich von Bedeutung | 09288213 |
| Direkt Bild zu diesem Denkmal hochladen | Wohnstallhaus und Hofeinfahrt eines Bauernhofes | Oberdorf 13 (Karte)            | Bezeichnet mit 1876 | Obergeschoss Fachwerk, landschaftstypisches Bauernhaus, baugeschichtlich von Bedeutung. Wohnstallhaus (Obergeschoss Fachwerk) und Hofeinfahrt (drei Granitpfeiler). | 09288212 |
| Direkt Bild zu diesem Denkmal hochladen | Dreiseithof mit Wohnstallhaus, Scheune und Seitengebäude (Wohnstallhaus mit Stallanbau), dazu Hofeinfahrt und Hofmauer                                              | Unterdorf 3 (Karte)            | Anfang 19. Jahrhundert | Wohnstallhaus Obergeschoss Fachwerk, Seitengebäude (Wohnstallhaus) mit Stallanbau (Bruchstein massiv), Hofeinfahrt mit drei Pfeilern, geschlossen erhaltene bäuerliche Hofanlage, baugeschichtlich und wirtschaftsgeschichtlich von Bedeutung | 09288225 |
| Direkt Bild zu diesem Denkmal hochladen | Wohnstallhaus und Hofmauer eines Bauernhofes | Unterdorf 4 (Karte)            | Bezeichnet mit 1841 | Charakteristischer bäuerlicher Putzbau, baugeschichtlich von Bedeutung | 09288218 |
| Direkt Bild zu diesem Denkmal hochladen | Wohnstallhaus (mit Stall-Anbau) und Hofmauer eines Dreiseithofes | Unterdorf 7 (Karte)            | 1. Hälfte 19. Jahrhundert | Wohnstallhaus Obergeschoss Fachwerk zum Hof, Stallanbau massiv, baugeschichtlich und wirtschaftsgeschichtlich von Bedeutung | 09288224 |
| Direkt Bild zu diesem Denkmal hochladen | Dreiseithof mit Wohnstallhaus, Scheune (über winkelförmigem Grundriss) und Seitengebäude (Wohnstallhaus mit angebautem Stallgebäude), dazu Hofeinfahrt und Hofmauer | Unterdorf 10 (Karte)           | Bezeichnet mit 1810 (Toreinfahrt); bezeichnet mit 1815 (Seitengebäude); bezeichnet mit 1822, im Kern wohl älter (Wohnstallhaus); bezeichnet mit 1925 (Scheune) | Wohnstallhaus mit Segmentbogenportal und Fachwerk-Obergeschoss mit seltener Konstruktion (Fußstreben), Seitengebäude Massivbau mit Korbbogenportal, Hofeinfahrt als Torpfeiler mit Zapfenaufsätzen, charakteristische und geschlossen erhaltene bäuerliche Hofanlage, baugeschichtlich und wirtschaftsgeschichtlich von Bedeutung | 09288219 |
|                                         | Wohnhaus und Seitengebäude (Gebäude entlang der Straße) eines Vierseithofes, dazu Hofeinfahrt (mit Torbogen und Pforte)                                             | Unterdorf 11 (Karte)           | Um 1800 (Toreinfahrt); bezeichnet mit 1852 (Seitengebäude); bezeichnet mit 1863 (Bauernhaus)                                                                   | Wohnhaus ein stattlicher klassizistisch-gründerzeitlicher Putzbau, baugeschichtlich von Bedeutung. Hofeinfahrt mit großem und kleinem Bogen, originales hölzernes Tor. | 09288223 |
| Direkt Bild zu diesem Denkmal hochladen | Ehemaliges Wohnstallhaus (Nr. 12) und Seitengebäude (Nr. 14, Wohnstallhaus parallel zur Straße) eines Vierseithofes, dazu Hofeinfahrt und Hofmauer                  | Unterdorf 12, 14 (Karte)       | Bezeichnet mit 1851 (ehemaliges Wohnstallhaus); 2. Hälfte 19. Jahrhundert (Wohnstallhaus)                                                                      | Klassizistische-gründerzeitliche Putzbauten, Seitengebäude mit hübschem Zwillingsfenster im Giebel, landschaftstypische Bauernhäuser, baugeschichtlich von Bedeutung. Hofeinfahrt (drei Pfeiler mit dicken Kämpferplatten). | 09288220 |
| Direkt Bild zu diesem Denkmal hochladen | Hofeinfahrt (mit Torbogen und zwei Pforten) eines Dreiseithofes | Unterdorf 20, 22 (Karte)       | 19. Jahrhundert | Landschaftstypischer Bestandteil eines Bauernhofes, baugeschichtlich von Bedeutung | 09288221 |
| Direkt Bild zu diesem Denkmal hochladen | Scheune eines Dreiseithofes | Unterdorf 24 (Karte)           | 2. Hälfte 19. Jahrhundert | Fachwerk-Scheune, mit Ziegelsteinen ausgefacht, baugeschichtlich und wirtschaftsgeschichtlich von Bedeutung, Fachwerk mit Klinkern ausgefacht | 09288222 |

## Berbisdorf
| Bild                                    | Bezeichnung | Lage | Datierung | Beschreibung | ID       |
| --------------------------------------- | --- | --- | --- | --- | -------- |
| Direkt Bild zu diesem Denkmal hochladen | Sachgesamtheitsbestandteil der Sachgesamtheit Kulturlandschaft Moritzburg | (Flurstücke 300, 301/1, 785, 292, 293) (Karte)                                                                 | 15. Jahrhundert–19. Jahrhundert | Sachgesamtheitsbestandteil der Sachgesamtheit Kulturlandschaft Moritzburg (Sachgesamtheit 09301072, Moritzburg) mit folgendem Sachgesamtheitsteil: Jagdforst (siehe auch 09301072 in Moritzburg); geschichtlich, wissenschaftlich, forst- und jagdgeschichtlich, landschaftsgestaltend und ortsgeschichtlich von Bedeutung, Teil der Kulturlandschaft Moritzburg (eine der bedeutendsten barocken Jagdpark und -schlossanlage Deutschlands) | 09302902 |
| Weitere Bilder                          | Sachgesamtheitsbestandteil der Sachgesamtheit Schmalspurbahn Radebeul–Radeburg (siehe 08950103) | (Flurstück 803) (Karte)                                                                                        | 1884 | Sachgesamtheitsbestandteil der Sachgesamtheit Schmalspurbahn Radebeul–Radeburg mit folgendem Einzeldenkmal: Haltepunkt Berbisdorf (09284014), und den Sachgesamtheitsteilen: Trasse der Schmalspurbahn, Durchlässe, Brücken, Fernmelde-Freileitung; verkehrs- und technikgeschichtlich von Bedeutung | 09284231 |
|                                         | Denkmal für die im Ersten Weltkrieg Gefallenen | Am Schloß (Karte)                                                                                              | Nach 1918 | Ortsgeschichtlich von Bedeutung. Für die im Ersten Weltkrieg gefallenen Soldaten der Gemeinde, ausgesprochen bescheidener Stein, in Art eines Findlings, mit Inschriften. | 09282612 |
| Weitere Bilder                          | Wasserschloss und Rittergut Berbisdorf (Sachgesamtheit) | Am Schloß 1, 3, 5, 7, 9, 11 (Am Sportplatz 6; Am Schloßpark 1, 9, 11; Zum Eishaus 3, 5, 9, 13, 15, 17) (Karte) | Letztes Drittel 17. Jahrhundert | Sachgesamtheit Wasserschloss und Rittergut Berbisdorf, mit den Einzeldenkmalen: Schloss (Wasserschloss, Am Schloß 3), südlicher Teil des Wirtschaftshofes (Kernbereich, Am Schloß 9, 11), zwei Kavaliershäuser (neben Am Schloß 1 und neben Am Schloß 5), Schlosspark, Toreinfahrt und Einfriedung an der Berbisdorfer Hauptstraße und Am Sportplatz (09282607), Schlosskapelle (09306918, Am Schloß 1), Scheune (09301277, Am Schloßpark 1) und weitere Scheune (09301278, Zum Eishaus 3), außerdem Wassergraben, Brücke und Terrasse am Schloss, nördlichem Teil des Wirtschaftshofes (Kernbereich, Am Schloß 5, 7 und Zum Eishaus 5), Flurstück 807/1 (Am Schloßpark 9, 11) und Teichanlage südlich der Schlosskapelle (alles Sachgesamtheitsteile); reizvolles in die Landschaft eingebettetes Ensemble vor allem aus dem späten 17. und 19. Jahrhundert, Hauptgebäude eines der wenigen Wasserschlösser in Sachsen, Leitbauten schlicht aber nobel gestaltet, Anlage baukünstlerisch, ortshistorisch und landschaftsgestaltend von Bedeutung. Axial zum Schloss führende Brücke mit Balustraden, Park mit altem Baumbestand, Teich, Wassergraben und Einfriedungsmauern (Beeinträchtigung durch Sportplatz und Gasthof), der westlich des Kernbereichs gelegene Teil des Wirtschaftshofs gehört nicht zur Sachgesamtheit. Nördlicher Teil des Kernbereichs vom Wirtschaftshof (Neuaufbau etwa um 1960 auf altem Grundriss), Wohnhäuser Am Schloß 5, 7 und zum Eishaus 5, Toreinfahrt zum Hof. Wohnhaus Zum Eishaus und Wirtschaftsgebäude Zum Eishaus 16/18 vor 2006 abgebrochen. | 09300151 |
| Weitere Bilder                          | Schloss (Wasserschloss, Am Schloß 3), südlicher Teil des Wirtschaftshofes (Kernbereich, Am Schloß 9, 11), zwei Kavaliershäuser (neben Schlosskapelle, Am Schloß 1 und neben Am Schloß 5), Schlosspark, Toreinfahrt und Einfriedung (Einzeldenkmale der Sachgesamtheit 09300151) | Am Schloß 1, 3, 9, 11 (Karte)                                                                                  | Letztes Drittel 17. Jahrhundert (Schloss); ursprünglich bezeichnet mit 1670 (Toreinfahrt); bezeichnet mit 1711 (Kirchturm); 18. Jahrhundert (Kavaliershaus); bezeichnet mit 1885 (Wirtschaftsgebäude) | Einzeldenkmale der Sachgesamtheit Wasserschloss und Rittergut Berbisdorf; reizvolles in die Landschaft eingebettetes Ensemble vor allem aus dem späten 17. und 19. Jahrhundert, Hauptgebäude eines der wenigen Wasserschlösser in Sachsen, Leitbauten schlicht aber nobel gestaltet, Anlage baukünstlerisch, ortshistorisch und landschaftsgestaltend von Bedeutung. - Schloss (Am Schloß 3): zweigeschossiger Putzbau über quadratischem Grundriss mit Walmdach, zarte Putzgliederung, vom Vorgängerbau stammt Barockportal, an Rückseite Terrasse und Brücke über den Wassergraben, bewehrt mit Balustrade - Schlosskapelle (Am Schloß 1): Kirchensaal (erbaut 1841–1842, bezeichnet mit 1841 im Portal) schlichter Putzbau, Satteldach, im Innern Holztonne, Emporen an drei Seiten, schlichter Kanzelaltar, der heutige Kirchturm (Glockenturm) älter (bezeichnet mit 1711 in Wetterfahne) - Wirtschaftshof: südlicher Teil mit Wohn- und Wirtschaftsgebäuden (am Portal bezeichnet mit 1885) einschließlich Stallungen (Am Schloß 9 und 11), dazu Toreinfahrt mit Bogenöffnung, an den Wohn- und Wirtschaftsgebäuden markante Eingangsportale, einst mit Datierung (ursprünglich am Schlussstein bezeichnet mit 1670) - Kavaliershäuser (Am Schloß 3): zwei Kavaliershäuschen, das rechte (nördlich) Ruine (Am Schloß 3). Um 1900 war Otto Freiherr von Spörcken (1849–1938), Major z. D. Besitzer des Rittergutes. - Die Einfriedung umschließt das Areal des einstigen Rittergutes an der ganzen West- sowie Nordseite, die Nordseite verläuft entlang der Bärwalder Straße. Im Osten verlaufen die noch erhaltenen Teile der Mauer. Das Flurstück 5 grenzt unmittelbar an die Berbisdorfer Hauptstraße. An der Ostseite umgrenzte früher die Mauer auch das etwa im Bereich der heutigen Anbaustraße 121/123 gelegene ehemalige Mühlenanwesen des Ortes. Wie aus dem Abriss zu den Rittergütern des Königreichs Sachsen hervorgeht, gehörte die Mühle noch 1901 zum Rittergut. Allerdings war sie damals schon außer Betrieb. | 09282607 |
|                                         | Ehemalige Schule, heute Wohnhaus, sowie Nebengebäude und Hofmauer | Am Schloß 2 (Karte)                                                                                            | Bezeichnet mit 1831 | Weitestgehend authentisch erhaltener Bau aus dem zweiten Viertel des 19. Jahrhunderts, charakteristisch das Krüppelwalmdach, beeindruckend mit der Umfriedungsmauer, als Zeugnis ländlicher Architektur und Volksbauweise seiner Zeit baugeschichtlich wertvoll, als alte, bis 1893 genutzte Schule von Berbisdorf auch ortsgeschichtlich bedeutend. Hofmauer Bruchstein verputzt. Die bis 1893 benutzte, 1831 erbaute Schule am Fahrweg zum Rittergut ist an den in Segmentbögen geschlossenen Fenstergewänden, am Türgewände mit Schlussstein von 1831 und am Krüppelwalmdach zu erkennen. | 09284895 |
| Direkt Bild zu diesem Denkmal hochladen | Scheune (Einzeldenkmal der Sachgesamtheit 09300151) | Am Schloßpark 1 (Karte)                                                                                        | 2. Hälfte 19. Jahrhundert | Einzeldenkmal der Sachgesamtheit Wasserschloss und Rittergut Berbisdorf; wirtschaftsgeschichtlich und ortshistorisch bedeutend | 09301277 |
|                                         | Straßenbrücke | Anbaustraße (Karte)                                                                                            | 19. Jahrhundert | Steinbogenbrücke, baugeschichtlich und technikgeschichtlich von Bedeutung. Einbogige Straßenbrücke (Sandstein, Bruchstein), 1998 erneuert. | 09284869 |
| Direkt Bild zu diesem Denkmal hochladen | Wegestein | Berbisdorfer Hauptstraße (Karte)                                                                               | Ende 19. Jahrhundert | Sandsteinsäule mit Schaft, hohem, etwas breiterem Kopf und vierseitigem, dachartigem Abschluss, dazu Inschriften und Richtungsweiser, verkehrs- und ortsgeschichtlich von Bedeutung | 09307531 |
|                                         | Grufthaus, Einfriedungsmauer und drei Grabstätten des Friedhofs | Berbisdorfer Hauptstraße 4a (Karte)                                                                            | Bezeichnet mit 1699 | Ortsgeschichtlich und sepulkralgeschichtlich bedeutend, Einfriedung als Bruchsteinmauer von Bedeutung für das Ortsbild. Kruzifix, großes Kreuz mit Figur des Gekreuzigten, geschweifter Bedachung und Inschrift, um 1910. | 09284866 |
|                                         | Dreiseithof mit Wohnstallhaus (Nr. 6), Seitengebäude (Nr. 6a), Scheune, Hofmauer und Toreinfahrt | Berbisdorfer Hauptstraße 6, 6a (Karte)                                                                         | Bezeichnet mit 1872 (Wohnstallhaus); bezeichnet mit 1873 (Seitengebäude) | Charakteristische und weitgehend authentische Hofanlage aus dem 19. Jahrhundert, beeindruckendes und geschlossen erhaltenes Gehöft von Berbisdorf, baugeschichtlich bedeutend sowie lokal singulärer Hofeinfahrt mit drei Granit-Eingangspfeilern | 09284867 |
|                                         | Wohnstallhaus eines Dreiseithofes, mit Hofmauer und Toreinfahrt | Berbisdorfer Hauptstraße 10 (Karte)                                                                            | Mitte 19. Jahrhundert | Bildet wichtige ländliche Baugruppe mit benachbarten Gehöften, vor allem ortsentwicklungsgeschichtlich bedeutend drei Granit-Hofeinfahrtspfeiler, bildet Dreiseithof mit Nr. 10a. | 09284868 |
|                                         | Spritzenhaus | Berbisdorfer Hauptstraße 11 (Karte)                                                                            | 19. Jahrhundert | Ortsgeschichtlich von Bedeutung, Bruchsteinbau, Gedenktafel, Eiche | 09284873 |
|                                         | Wohnstallhaus und Scheune eines Dreiseithofes, mit Hofeinfahrt | Berbisdorfer Hauptstraße 12 (Karte)                                                                            | 2. Hälfte 19. Jahrhundert | Charakteristisches ländliches Anwesen aus der zweiten Hälfte des 19. Jahrhunderts, Wohnstallhaus ein Putzbau mit Zwillingsfenster im Giebel, baugeschichtlich bedeutend. Hofeinfahrt drei Granitpfeiler, bildet Dreiseithof mit Nr. 12a. | 09284870 |
|                                         | Wohnhaus | Berbisdorfer Hauptstraße 13 (Karte)                                                                            | Um 1800 | Markanter ländlicher Bau mit maßstäblichen Öffnungen und Walmdach, bildet markante Baugruppe mit benachbarter Schmiede und gegenüber liegender Schule innerhalb des Dorfkerns, baugeschichtlich und ortsentwicklungsgeschichtlich bedeutend, großes Walmdach | 09284875 |
|                                         | Wohnhaus | Berbisdorfer Hauptstraße 15 (Karte)                                                                            | Bezeichnet mit 1786 | Wohl die alte Schmiede des Ortes, charakteristischer ländlicher Bau, bildet markante Baugruppe mit gegenüber liegender Schule und ehemaligem Kulturhaus innerhalb des Dorfkerns, baugeschichtlich und ortsentwicklungsgeschichtlich bedeutend. Obergeschoss Fachwerk, verputzt. | 09284876 |
| Direkt Bild zu diesem Denkmal hochladen | Einfriedungsmauer zweier Bauernhöfe | Berbisdorfer Hauptstraße 16, 18 (Karte)                                                                        | 19. Jahrhundert | Ortsentwicklungsgeschichtlich bedeutend, zudem von Belang für das Ortsbild, bilden Pendant zur gegenüberliegende Einfassung des Rittergutes. Bruchstein, verputzt. | 09284871 |
|                                         | Wohnstallhaus, Toreinfahrt und Hofmauer eines Bauernhofes | Berbisdorfer Hauptstraße 18a, 18b (Karte)                                                                      | 1. Hälfte 19. Jahrhundert | Markantes ländliches Gebäude, mit Fachwerk im Obergeschoss, baugeschichtlich bedeutend, zudem von Belang für das Ortsbild. Obergeschoss Fachwerk, Fachwerk aufgebrettert, bildet einen Bauernhof zusammen mit Nr. 18. | 09284872 |
|                                         | Seitengebäude eines Bauernhofes | Berbisdorfer Hauptstraße 22 (Karte)                                                                            | Um 1800 | Eines der letzten Fachwerkgebäude des Ortes, baugeschichtlich bedeutend. Wohnstallhaus, Obergeschoss Fachwerk. | 09284874 |
|                                         | Ehemaliger Gasthof, später Kulturhaus, jetzt Wohnhaus | Berbisdorfer Hauptstraße 30 (Karte)                                                                            | 3. Viertel 19. Jahrhundert | Wohl um 1960 zum Kulturhaus (mit Gemeindebücherei) der örtlichen Landwirtschaftlichen Produktionsgenossenschaft (LPG) „Johannes R. Becher“ umgebaut, in seiner heutigen Form von besagtem Umbau geprägt, ortsgeschichtlich bedeutend, als frühes ländliches Kulturhaus der DDR baugeschichtlich von Belang. Vorgezogener Eingang im Erdgeschoss, Seiten-Eckpilastergliederung (Quader). | 09284877 |
|                                         | Ehemaliges Gemeindeamt, heute Wohnhaus | Berbisdorfer Hauptstraße 31 (Karte)                                                                            | Um 1910 | Charakteristischer versachlichter Bau der Reformstil-Architektur nach 1900, ortsgeschichtlich bedeutend. Bruchsteinsockel, originale Türen und Fenster, heruntergezogenes Dach. | 09284881 |
|                                         | Seitengebäude (Wohnstallhaus mit Anbau) und Hofmauer eines Dreiseithofes | Berbisdorfer Hauptstraße 36a (Karte)                                                                           | 2. Hälfte 19. Jahrhundert | Charakteristisches bäuerliches Bauwerk mit verputztem Bruchsteinmauerwerk, maßstäblich erhalten Fenster- und Türöffnungen, Fledermausgaupen im Satteldach, Zeugnis ländlicher Architektur und Volksbauweise in der zweiten Hälfte des 19. Jahrhunderts, baugeschichtlich bedeutend, bildet Dreiseithof mit Nr. 36 | 09284879 |
|                                         | Wohnstallhaus eines Bauernhofes, mit Hofeinfahrt | Berbisdorfer Hauptstraße 43 (Karte)                                                                            | Bezeichnet mit 1837 | Charakteristisches bäuerliches Anwesen, bemerkenswert des hohe Krüppelwalmdach mit Fledermausgaupen, Zeugnis der Volksbauweise seiner Zeit, baugeschichtlich bedeutend. Mit drei Granitpfeilern der Hofeinfahrt, Wohnstallhaus bezeichnet mit 1837 im Schlussstein, bildet Bauernhof mit Nr. 43a. | 09284884 |
|                                         | Wohnstallhaus eines Bauernhofs | Berbisdorfer Hauptstraße 48 (Karte)                                                                            | Um 1800 | Charakteristischer ländlicher Bau, Obergeschoss Fachwerk, Giebel verbrettert, baugeschichtlich bedeutend | 09284887 |
| Direkt Bild zu diesem Denkmal hochladen | Seitengebäude eines Bauernhofs | Berbisdorfer Hauptstraße 53 (Karte)                                                                            | Anfang 18. Jahrhundert | Weitgehend ursprünglich erhaltenes ländliches Gebäude, Obergeschoss Fachwerk verputzt, baugeschichtlich und ortsgeschichtlich bedeutend. Das dazugehörige Wohnstallhaus (Anfang 19. Jahrhundert) wurde mit Genehmigung abgebrochen. | 09284885 |
|                                         | Wohnstallhaus eines Bauernhofs | Dammweg 13 (Karte)                                                                                             | 18. Jahrhundert | Charakteristischer ländlicher Bau seiner Zeit, Obergeschoss Fachwerk, baugeschichtlich bedeutend, bildet Bauernhof mit Nr. 13a | 09284893 |
|                                         | Seitengebäude eines Bauernhofes | Dammweg 27 (Karte)                                                                                             | 1. Hälfte 19. Jahrhundert | Obergeschoss in Fachwerk, gehörte zu den wenigen noch weitgehend authentisch erhaltenen bäuerlichen Anwesen Berbisdorfs, Zeugnis ländlicher Architektur und Volksbauweise seiner Zeit, bau- und ortsentwicklungsgeschichtlich bedeutend. Ehemals denkmalgeschütztes Wohnstallhaus zwischen 2011 und 2016 abgerissen und durch Neubau ersetzt. Wohnstallhaus (Fachwerk) mit erneuerter Vorderseite, Fachwerk aufgebrettert. Die dazugehörige kleine Fachwerkscheune wurde 1997 abgebrochen. Bruchsteinscheune 1997 mit Genehmigung abgebrochen. | 09284891 |
|                                         | Wohnstallhaus, Scheune, Taubenhaus und Einfriedungsmauern an der Hofzufahrt eines ehemaligen Dreiseithofes | Dammweg 33 (Karte)                                                                                             | Bezeichnet mit 1840 | Repräsentatives ländliches Anwesen, bemerkenswert die Gestaltung der Einfahrt, Hof mit einem der letzten noch erhaltenen Taubenhäuser des Kreises, Wohnstallhaus massiver Putzbau und Krüppelwalmdach mit Fledermausgaupen, Anlage baugeschichtlich und ortsentwicklungsgeschichtlich bedeutend. Wohnstallhaus bezeichnet mit 1840, mit hölzernem Taubenhaus, Hofmauern mit zwei dick gemauerten Pfeilern der Hofeinfahrt. | 09284890 |
|                                         | Wohnstallhaus, Seitengebäude und Scheune eines Dreiseithofes, mit Hofmauer und Hofeinfahrt | Dorfanger 1 (Karte)                                                                                            | Mitte 19. Jahrhundert | Bildet bedeutsames Gehöft am Ortseingang, charakteristische ländliche Bauten ihrer Zeit, Fachwerk-Scheune, baugeschichtlich und wirtschaftsgeschichtlich bedeutend | 09284886 |
| Direkt Bild zu diesem Denkmal hochladen | Wohnstallhaus eines Bauernhofes | Siedlungsstraße 6a (Karte)                                                                                     | Anfang 19. Jahrhundert | Charakteristischer ländlicher Bau seiner Zeit, Fachwerk im Obergeschoss, baugeschichtlich bedeutend. Bruchsteinsockel, Fachwerk rückseitig sichtbar, bildet Bauernhof mit Nr. 6 und 6b. | 09284894 |
|                                         | Wohnstallhaus eines Dreiseithofes | Siedlungsstraße 31 (Karte)                                                                                     | Mitte 19. Jahrhundert | Charakteristisches ländliches Anwesen seiner Zeit, Massivbau, hoher Giebel mit zeittypischem Zwillingsfenster, baugeschichtlich bedeutend. Im Giebel rundbogige Doppelfenster mit dekorativen Oberlichtern, bildet Dreiseithof mit Nummer 31a. | 09284889 |
|                                         | Wohnhaus eines Dreiseithofes | Siedlungsstraße 33 (Karte)                                                                                     | Anfang 19. Jahrhundert | Charakteristischer ländlicher Bau seiner Zeit, Obergeschoss Fachwerk verputzt, baugeschichtlich bedeutend. Fachwerk, verputzt, öhne Anbauten, bildet Dreiseithof mit Nr. 33a. | 09284888 |
| Direkt Bild zu diesem Denkmal hochladen | Scheune (Einzeldenkmal der Sachgesamtheit 09300151) | Zum Eishaus 3 (Karte)                                                                                          | 2. Hälfte 19. Jahrhundert | Einzeldenkmal der Sachgesamtheit Wasserschloss und Rittergut Berbisdorf; ortshistorisch bedeutend | 09301278 |
| Weitere Bilder                          | Sachgesamtheitsbestandteil der Sachgesamtheit Schmalspurbahn Radebeul–Radeburg (siehe 08950103) | Zur Bahn (Karte)                                                                                               | 1884 | Sachgesamtheitsbestandteil der Sachgesamtheit Schmalspurbahn Radebeul–Radeburg mit folgendem Einzeldenkmal: Haltepunkt Berbisdorf (09284014), und den Sachgesamtheitsteilen: Trasse der Schmalspurbahn, Durchlässe, Brücken, Fernmelde-Freileitung; verkehrs- und technikgeschichtlich von Bedeutung | 09284231 |
| Weitere Bilder                          | Wartehalle (Einzeldenkmal der Sachgesamtheit 09284231) | Zur Bahn (Karte)                                                                                               | 1884 (Wartehalle); um 1895 (Ladestraße) | Einzeldenkmal der Sachgesamtheit Kleinbahn Radebeul–Radeburg: Teil einer der bedeutsamsten Kleinbahnen Sachsens, verkehrs- und technikgeschichtlich von Bedeutung | 09284014 |

## Boden
| Bild           | Bezeichnung                | Lage                     | Datierung       | Beschreibung | ID       |
| -------------- | -------------------------- | ------------------------ | --------------- | --- | -------- |
| Weitere Bilder | Wohnhaus eines Rittergutes | Bodener Straße 1 (Karte) | 18. Jahrhundert | Stattliches Gebäude mit Fachwerk-Obergeschoss (verputzt) und Krüppelwalmdach, baugeschichtlich und ortsgeschichtlich von Bedeutung. Großer Baukörper, Fachwerk, Fenster teilweise verändert. | 09275340 |

## Cunnertswalde
| Bild                                    | Bezeichnung                                                                                               | Lage                                                          | Datierung                                                        | Beschreibung | ID       |
| --------------------------------------- | --- | ------------------------------------------------------------- | ---------------------------------------------------------------- | --- | -------- |
|                                         | Sachgesamtheitsbestandteil der Sachgesamtheit Schmalspurbahn Radebeul–Radeburg (siehe 08950103)           | (Flurstück 48) (Karte)                                        | 1884                                                             | Sachgesamtheitsbestandteil der Sachgesamtheit Schmalspurbahn Radebeul–Radeburg: Trasse der Schmalspurbahn, Durchlässe, Brücken, Fernmelde-Freileitung; verkehrs- und technikgeschichtlich von Bedeutung | 09284418 |
| Direkt Bild zu diesem Denkmal hochladen | Sachgesamtheitsbestandteil der Sachgesamtheit Kulturlandschaft Moritzburg                                 | (Flurstücke 50, 51, 52, 53, 54, 55, 56, 95, 101, 102) (Karte) | 15. Jahrhundert–19. Jahrhundert                                  | Sachgesamtheitsbestandteil der Sachgesamtheit Kulturlandschaft Moritzburg (Sachgesamtheit 09301072, Moritzburg) mit folgendem Sachgesamtheitsteil: Jagdforst (siehe auch 09301072 in Moritzburg); geschichtlich, wissenschaftlich, forst- und jagdgeschichtlich, landschaftsgestaltend und ortsgeschichtlich von Bedeutung, Teil der Kulturlandschaft Moritzburg (eine der bedeutendsten barocken Jagdpark und -schlossanlage Deutschlands) | 09302901 |
| Direkt Bild zu diesem Denkmal hochladen | Wohnstallhaus eines Bauernhofes                                                                           | Cunnertswalder Straße 34 (Karte)                              | Um 1700                                                          | Obergeschoss Fachwerk, hohes Walmdach, baugeschichtlich von Bedeutung. Wohnstallhaus (Obergeschoss zur Hälfte Fachwerk), hohes Walmdach, bildet Bauernhof mit Nr. 36. | 09284333 |
| Direkt Bild zu diesem Denkmal hochladen | Wohnstallhaus und Scheune mit angebautem Stallgebäude eines Bauernhofs                                    | Cunnertswalder Straße 38 (Karte)                              | 18. Jahrhundert (Wohnstallhaus); 19. Jahrhundert (Seitengebäude) | Wohnstallhaus Obergeschoss Fachwerk, verbrettert, massive Seitengebäude, baugeschichtlich und wirtschaftsgeschichtlich von Bedeutung. Wohnstallhaus Obergeschoss Fachwerk, verbrettert. Hölzerne Handschwengelpumpe im Hof vor 2011 abgebrochen. | 09284334 |
| Direkt Bild zu diesem Denkmal hochladen | Wohnhaus (mit zwei Hausteilen, Nr. 42 mit Anbau zur Straße) eines Gehöfts, sowie Hofmauer mit Toreinfahrt | Cunnertswalder Straße 40, 42 (Karte)                          | 18. Jahrhundert, später verändert                                | Nr. 40 verputzter Bruchsteinbau, Nr. 42 mit Fachwerk-Obergeschoss, teilweise verbrettert, Hofeinfahrt als Torpfeiler mit Kugelaufsatz, baugeschichtlich von Bedeutung. Bäuerliches Wohnhaus, hohes Walmdach, beide Teile (vorderer Teil Obergeschoss Fachwerk verbrettert), Anbau zur Straße (Fachwerk), bildet Gehöft mit Nr. 40a und 42a.                                                                                                 | 09284335 |

## Großdittmannsdorf
| Bild           | Bezeichnung | Lage                            | Datierung | Beschreibung | ID       |
| -------------- | --- | ------------------------------- | --- | --- | -------- |
|                | Wohnstallhaus eines Bauernhofes | An der Röder 3 (Karte)          | 18. Jahrhundert | Obergeschoss Fachwerk verputzt, stattliches Bauernhaus, baugeschichtlich von Bedeutung | 09275360 |
|                | Hofmauer und Hofeinfahrt (mit rundbogigem Eingang) eines Bauernhofs | Hauptstraße 19 (Karte)          | 1. Hälfte 19. Jahrhundert | Regionaltypischer Bestandteil einer bäuerlichen Hofanlage, baugeschichtlich von Bedeutung | 09275346 |
|                | Hofmauer eines Bauernhofs | Hauptstraße 24 (Karte)          | 19. Jahrhundert | Ortsbildtypischer Bestandteil einer bäuerlichen Hofanlage, baugeschichtlich von Bedeutung, aus Bruchstein | 09275344 |
|                | Dreiseithof mit Wohnhaus (Nr. 26) und Stallanbau (Nr. 26a) am Wohnhaus, Scheune, Seitengebäude (Wohnstallhaus), Mauer um Dungstätte in Hofmitte, daneben Holzhäuschen (mit Viehwaage), Handschwengelpumpe vor dem Wohnhaus sowie Hofeinfahrt und Hofmauer | Hauptstraße 26, 26a (Karte)     | Bezeichnet mit 1848 (Wohnstallhaus); bezeichnet mit 1865 (Bauernhaus); um 1865 (Stall); bezeichnet mit 1873–1874 (Scheune); bezeichnet mit 1966 (Wasserversorgungs- und Abwasseranlage) | Geschlossen erhaltener Bauernhof des 19. Jahrhunderts, stattliche Putzbauten, Seitengebäude mit Drillingsfenster im Giebel, baugeschichtlich, sozialgeschichtlich und wirtschaftsgeschichtlich von Bedeutung | 09275345 |
|                | Seitengebäude und Hofmauer eines Bauernhofes | Hauptstraße 33a (Karte)         | 1. Hälfte 19. Jahrhundert | Obergeschoss Fachwerk verputzt, baugeschichtlich von Bedeutung, bildet Bauernhof zusammen mit Nr. 33 | 09275347 |
|                | Transformatorenhäuschen | Hauptstraße 37a (neben) (Karte) | 1. Hälfte 20. Jahrhundert | Technikgeschichtlich von Bedeutung | 09275350 |
|                | Wohnstallhaus eines Bauernhofes | Hauptstraße 38 (Karte)          | Um 1850 | Zeit- und landschaftstypisches Bauernhaus, schlichter Putzbau mit Zwillingsfenster im Giebel, baugeschichtlich von Bedeutung | 09304128 |
| Weitere Bilder | Kirche mit Ausstattung, Kirchhof mit Kirchhofsmauer, Grabmal Papsdorff und Kriegerdenkmal für die Gefallenen des Ersten Weltkrieges | Hauptstraße 39 (Karte)          | 1605, später überformt (Kirche); frühes 17. Jahrhundert (Altar); um 1660 (Schnitzwerk der Vorgängerorgel); 1710 (Epitaph); 1899 (Orgel)                                                 | Barocke Saalkirche, in späterer Zeit mehrfach verändert, über dem Westgiebel mächtiger Dachreiter, Kirchhof durch Bruchsteinmauer eingefriedet, baugeschichtlich und ortsgeschichtlich von Bedeutung. - Evangelische Pfarrkirche: Schlichte Saalkirche von 1605, im 18. und 19. Jahrhundert mehrfach verändert, Vergrößerung des Chores Ende 19. Jahrhundert, Restaurierung 1952. Verputzter Bau, Chor mit 5/8-Schluss, Satteldach, über dem Westgiebel mächtiger, achteckiger Dachreiter mit Haube und Laterne, Rundbogenfenster. An der Nordseite kleiner Eingangsvorbau mit spätgotischem Portal zum Saal. - Ausstattung: Im Innern flache Stuckdecke, eingeschossige Emporen an den Längsseiten, im Nordosten Patronatsloge, verbunden mit der Orgelempore an der Ostseite. Altar mit einem Holzrelief mit der Anbetung der Hirten, wohl noch frühes 17. Jahrhundert, seit 1899 abgelaugt, darüber Orgelempore, teilweise noch 17. Jahrhundert, wohl 1869 für die Orgel erweitert. Orgel von Keller, 1899, mit Schnitzwerk der Vorgängerorgel um 1660, klanglich verändert. - Grabmal: Fein gearbeitetes Sandstein-Epitaph von 1710 für Johann Siegmund von Zeidler († 1690) und seine Frau Margaretha geb. Starschedel († 1676), mit den gemalten Porträts der Verstorbenen (Dehio Sachsen I, 1996). Rote Granitstele mit kleinem Relief. - Kirchhof durch Bruchsteinmauer eingefriedet. | 09275353 |
|                | Ehemalige Schule, heute Gemeindehaus | Hauptstraße 41 (Karte)          | Ende 19. Jahrhundert | Gründerzeitlicher Putzbau mit übergiebeltem Eingangsrisalit und Sandsteinfenstergewänden, ortsgeschichtlich von Bedeutung, Mittelgiebel, Sandsteingewände | 09275354 |
|                | Seitengebäude (Auszüglerhaus) eines Dreiseithofes | Hauptstraße 46a (Karte)         | 1. Hälfte 19. Jahrhundert | Ortsbildprägendes Fachwerkgebäude, baugeschichtlich von Bedeutung, Obergeschoss Fachwerk, bildet Dreiseithof mit Nr. 46. | 09275349 |
|                | Wohnhaus eines Dreiseithofes | Hauptstraße 47 (Karte)          | Bezeichnet mit 1895 | Gründerzeitlicher Putzbau in straßenbildprägender Lage, im Giebel Drillingsfenster mit Palladio-Motiv, baugeschichtlich von Bedeutung, im Türsturz bezeichnet mit 1895, bildet Dreiseithof mit Nr. 47a | 09275361 |
|                | Wohnstallhaus eines Dreiseithofes | Hauptstraße 48 (Karte)          | 1. Hälfte 19. Jahrhundert | Obergeschoss Fachwerk verputzt, steiles Satteldach, baugeschichtlich von Bedeutung, bildet Dreiseithof mit Nr. 48a | 09275352 |
|                | Ehemalige Dorfschmiede, heute Wohnhaus, über winkelförmigem Grundriss | Hauptstraße 52 (Karte)          | 18. Jahrhundert | Ortsgeschichtlich von Bedeutung, ortsbildprägende Lage gegenüber der ehemaligen Schule. Bäuerliches Anwesen mit Wohnstallhaus und im Winkel angebauter Scheune. | 09275355 |
|                | Wohnstallhaus eines Bauernhofes | Hauptstraße 57 (Karte)          | 1. Hälfte 19. Jahrhundert | Mit Fachwerk-Obergeschoss, baugeschichtlich von Bedeutung | 09275359 |

## Volkersdorf
| Bild           | Bezeichnung                                                                                                 | Lage                                    | Datierung                                                                   | Beschreibung | ID       |
| -------------- | --- | --------------------------------------- | --------------------------------------------------------------------------- | --- | -------- |
|                | Hofeinfahrt und Taubenhaus eines Bauernhofs                                                                 | Bergstraße 3 (Karte)                    | Um 1880                                                                     | Seltener hölzerner Taubenturm mit Klinkerunterbau, wirtschaftsgeschichtlich und wissenschaftlich von Bedeutung, steinerne Hofeinfahrtspfosten                                                                                             | 09284288 |
| Weitere Bilder | Transformatorenhäuschen                                                                                     | Moritzburger Straße (Karte)             | Um 1910                                                                     | Technikgeschichtlich von Bedeutung, stand bis 2002 irrtümlich unter „Radeburger Straße“ in der Denkmalliste | 09284282 |
| Weitere Bilder | Straßenbrücke über die Promnitz als Hofzufahrt                                                              | Mühlweg 25 (Karte)                      | 19. Jahrhundert                                                             | Steinbogenbrücke, baugeschichtlich von Bedeutung, Bruchsteinbrücke | 09284291 |
| Weitere Bilder | Ehemalige Schule (heute Kindergarten) und separates Toilettenhäuschen                                       | Radeburger Straße 1 (Karte)             | 1913                                                                        | Interessant gestalteter Putzbau mit Mansarddach, im Reformstil der Zeit um 1910, baugeschichtlich und ortsgeschichtlich von Bedeutung, jetzt (1992) als Kindergarten genutzt                                                              | 09284294 |
| Weitere Bilder | Wehr und Ständeranlage                                                                                      | Radeburger Straße 1 (gegenüber) (Karte) | 19. Jahrhundert                                                             | Technikgeschichtlich von Bedeutung, aus Sandstein | 09284299 |
| Weitere Bilder | Einfriedungsmauer des Gartens eines Bauernhofes                                                             | Radeburger Straße 6 (Karte)             | 19. Jahrhundert                                                             | Baugeschichtlich und ortsbildprägend von Bedeutung | 09284295 |
| Weitere Bilder | Dreiseithof mit Wohnstallhaus, Scheune und Seitengebäude sowie Hofmauer und Toranlage (Torbogen und Pforte) | Radeburger Straße 11 (Karte)            | Nach 1850, später überformt (Wohnstallhaus); bezeichnet mit 1930 (Torbogen) | Geschlossen erhaltene bäuerliche Hofanlage in landschaftstypischer Gestaltung, Massivbauten mit einfacher Putzgliederung, baugeschichtlich und wirtschaftsgeschichtlich von Bedeutung                                                     | 09284296 |
|                | Hofeinfahrt eines Bauernhofes                                                                               | Radeburger Straße 19, 19a (Karte)       | 19. Jahrhundert                                                             | Baugeschichtlich und ortsbildprägend von Bedeutung | 09284298 |
|                | Hofmauer eines Bauernhofes                                                                                  | Radeburger Straße 22 (Karte)            | 19. Jahrhundert                                                             | Baugeschichtlich und ortsbildprägend von Bedeutung | 09284285 |
|                | Seitengebäude, Hofeinfahrt und Hofmauer eines Dreiseithofes                                                 | Radeburger Straße 32 (Karte)            | Bezeichnet mit 1878                                                         | Gründerzeitlicher Putzbau mit Drillingsfenster im Giebel, baugeschichtlich von Bedeutung. Seitengebäude (Bruchstein, massiv), Hofeinfahrt (drei Granitpfeiler) und Hofmauer eines Dreiseithofes, ohne Stallanbau.                         | 09284281 |
|                | Seitengebäude, Hofeinfahrt und Hofmauer eines Dreiseithofes                                                 | Radeburger Straße 46a (Karte)           | Bezeichnet mit 1836                                                         | Obergeschoss Fachwerk, Giebel verbrettert, landschaftstypisches bäuerliches Gebäude, baugeschichtlich von Bedeutung. Seitengebäude (Obergeschoss Fachwerk, mit Ställen), Hofeinfahrt (drei Granitpfeiler), bildet Dreiseithof mit Nr. 46. | 09284279 |
|                | Denkmal für die Gefallenen des Ersten Weltkrieges                                                           | Radeburger Straße 47 (bei) (Karte)      | Nach 1918                                                                   | Ortsgeschichtlich von Bedeutung. Inschrift „Ihren Gefallenen Söhnen/ Gemeinde Volkersdorf“, Stein mit Gewehr und Stahlhelm, Denkmal steht auf Grünfläche.                                                                                 | 09284277 |
|                | Straßenbrücke über die Promnitz als Hofzufahrt                                                              | Radeburger Straße 47 (vor) (Karte)      | 2. Hälfte 19. Jahrhundert                                                   | Sandstein-Bogenbrücke, baugeschichtlich von Bedeutung | 09284283 |
|                | Wohnstallhaus eines Dreiseithofes                                                                           | Zum Spitzberg 5 (Karte)                 | 2. Hälfte 19. Jahrhundert                                                   | Verputzter Massivbau, ortsbildtypisch, baugeschichtlich von Bedeutung, bildet Dreiseithof mit Nr. 3. | 09284293 |

## Ehemalige Denkmäler

### Ehemalige Denkmäler (Radeburg)
| Bild                                    | Bezeichnung                  | Lage                         | Datierung                 | Beschreibung | ID       |
| --------------------------------------- | ---------------------------- | ---------------------------- | ------------------------- | --- | -------- |
|                                         | Wohnstallhaus in Ecklage     | Dresdner Straße 38 (Karte)   | 1. Hälfte 19. Jahrhundert | Giebelständiges Wohnhaus, einfacher Putzbau, baugeschichtlich und ortsentwicklungsgeschichtlich von Bedeutung, in Ecklage zum Promenadengässchen | 09288134 |
|                                         | Wohnhaus                     | Radeberger Straße 7 (Karte)  | Anfang 19. Jahrhundert    | Giebelständiges Gebäude, Obergeschoss Fachwerk (teilweise verputzt), Giebel verbrettert, baugeschichtlich von Bedeutung. Zwischen 2017 und 2021 von der Denkmalliste gestrichen.                                                                                | 09288872 |
| Direkt Bild zu diesem Denkmal hochladen | Wohnhaus in offener Bebauung | Radeberger Straße 16 (Karte) | 1890er Jahre              | Malerisch gegliederter Gründerzeitbau mit Eckerker und Fachwerkelementen, baugeschichtlich von Bedeutung. Obergeschoss Fachwerk, aufgebrettert, seitlich Turmerker mit Haube, hölzerner Eingangsvorbau. Zwischen 2017 und 2021 von der Denkmalliste gestrichen. | 09288028 |

### Ehemaliges Denkmal (Bärnsdorf)
| Bild           | Bezeichnung                                                  | Lage                               | Datierung | Beschreibung                                                                                            | ID       |
| -------------- | ------------------------------------------------------------ | ---------------------------------- | --------- | --- | -------- |
| Weitere Bilder | Wirtschaftsgebäude eines Mühlenanwesen zum Dorfteich gelegen | Bärnsdorfer Hauptstraße 35 (Karte) | 1769      | Fachwerkbauweise, ortsgeschichtlich von Bedeutung, beide Fachwerk. Abbruch des Wohnmühlengebäudes 2015. | 09284346 |

## Tabellenlegende
- Bild: Bild des Kulturdenkmals, ggf. zusätzlich mit einem Link zu weiteren Fotos des Kulturdenkmals im Medienarchiv Wikimedia Commons. Wenn man auf das Kamerasymbol klickt, können Fotos zu Kulturdenkmalen aus dieser Liste hochgeladen werden:
- Bezeichnung: Denkmalgeschützte Objekte und ggf. Bauwerksname des Kulturdenkmals
- Lage: Straßenname und Hausnummer oder Flurstücknummer des Kulturdenkmals. Die Grundsortierung der Liste erfolgt nach dieser Adresse. Der Link (Karte) führt zu verschiedenen Kartendiensten mit der Position des Kulturdenkmals. Fehlt dieser Link, wurden die Koordinaten noch nicht eingetragen. Sind diese bekannt, können sie über ein Tool mit einer Kartenansicht einfach nachgetragen werden. In dieser Kartenansicht sind Kulturdenkmale ohne Koordinaten mit einem roten bzw. orangen Marker dargestellt und können durch Verschieben auf die richtige Position in der Karte mit Koordinaten versehen werden. Kulturdenkmale ohne Bild sind an einem blauen bzw. roten Marker erkennbar.
- Datierung: Baubeginn, Fertigstellung, Datum der Erstnennung oder grobe zeitliche Einordnung entsprechend des Eintrags in der sächsischen Denkmaldatenbank
- Beschreibung: Kurzcharakteristik des Kulturdenkmals entsprechend des Eintrags in der sächsischen Denkmaldatenbank, ggf. ergänzt durch die dort nur selten veröffentlichten Erfassungstexte oder zusätzliche Informationen
- ID: Vom Landesamt für Denkmalpflege Sachsen vergebene, das Kulturdenkmal eindeutig identifizierende Objekt-Nummer. Der Link führt zum PDF-Denkmaldokument des Landesamtes für Denkmalpflege Sachsen. Bei ehemaligen Kulturdenkmalen können die Objektnummern unbekannt sein und deshalb fehlen bzw. die Links von aus der Datenbank entfernten Objektnummern ins Leere führen. Ein ggf. vorhandenes Icon  führt zu den Angaben des Kulturdenkmals bei Wikidata.

## Ausführliche Denkmaltexte
1. ↑  Alter Friedhof (Gartendenkmal):
  - Ummauerter Friedhof, nach Gurlitt (1850–1938) um 1780 angelegt regelmäßige Anlage mit Feierhalle und Verwalterhaus sowie kleinem Wirtschaftshof mit Nebengebäuden im nördlichen Teil, an der Ostecke Transformatorenhäuschen (09282608) in die Friedhofsmauer integriert.
  - Nutzung von der Kirchgemeinde für Trauerfeiern, da der gegenüberliegende Neue Friedhof (09303779) keine Feierhalle besitzt. Vereinzelte Grabmale erhalten, entlang der Westmauer und seitlich vom Haupteingang zahlreiche Wandgrabmale erhalten (ausführlich siehe Gurlitt 1914, S. 98 ff.).
  - Einfriedung: umlaufende Friedhofsmauer aus Bruchstein, an der Schulstraße und an der Dresdner Straße verputzt und mit Ziegel- bzw. Sandsteinabdeckung, an der Moritzburger Straße unverputzt und teilweise wohl in der Höhe dezimiert, ohne Abdeckung. Haupteingangstor an der Dresdner Straße, in einem Halbrund zurückgesetzt, von Gurlitt 1914 als bemerkenswert mit einer Grundrissskizze hervorgehoben, mit 2 Torpfeilern und zweiflügeligem Gittertor (erneuert), ursprünglich von zwei Laubbäumen (wohl Linden) flankiert. Zwei Eingangstore an der Schulstraße mit je zwei Torpfeilern und eines mit Ziergittertoren, am Verwalterhaus, erneuertes Ziergittertor, Einfahrt zum Wirtschaftshof, kleiner Zugang mit Treppe nördlich vom Transformatorenhäuschen.
  - Vegetation: zwischen den Eingängen von Nordosten nach Südwesten sowie vom Eingang der Feierhalle aus nach Südosten verlaufende Linden-Alleen (Altbäume wechselständig, ca. 3 m Abstand, ursprünglich als Kopflinden geschnitten, teils lückig, teils nachgepflanzt), entlang der Südost- und Südwest-Mauer Blütensträucher (u. a. Syringa, Crataegus, Philadelphus).
  - Wege überwachsen, Verlauf durch Alleen erkennbar, keine Kanten, wassergebunden.
  - Sonstiges: außerhalb des Friedhofs vor der östlichen Friedhofsmauer zwei Sitzplätze mit Blick zum Neuen Friedhof, durch Linden markiert, wohl um 1920 in Verbindung mit der Promenade angelegt.
  - Quelle: Gurlitt, Cornelius: Beschreibende Darstellung der Bau- und Kunstdenkmäler des Königreichs Sachsen. 38. Heft: Die Städte Großenhain, Radeburg und Riesa. Dresden 1914, S. 98–103.
2. ↑  Neuer Friedhof (Sachgesamtheit):

  - Geschichte: eingefriedete Friedhofsanlage (Gartendenkmal) mit Vorplatz im Stil der geometrischen Sachlichkeit des „Neuen Bauens“, nach Aussage des Friedhofsmeisters in den 1920er Jahren auf Initiative des Heimatverschönerungsvereins und des Pfarrers Pfuhl angelegt als Verlängerung der Radeburger Promenadenanlagen (09288198), auf dem Meßtischblatt von 1922/24 erstmals dargestellt, historische Entwurfszeichnung beim Friedhofsmeister vorhanden mit Stempel: Entwurf und Ausführung Gustav Pietzsch (1854–1929) aus Oberlössnitz-Dresden, Baumschulen- und Landschaftsgärtnerei, Büro für Landschaftsarchitektur, undatiert [vor 1921].
  - Nutzung: durch Geldmangel Entwurf nur zum Teil ausgeführt, Kapelle und Friedhofsmeisterhaus nicht realisiert, gärtnerische Friedhofsgestaltung aber weitgehend umgesetzt, bis heute Nutzung der Feierhalle auf dem Alten Friedhof (09303778) von der Kirchgemeinde für Trauerfeiern.
  - Einteilung in:
    - gärtnerisch gestalteter Vorplatz mit ehemaligem Teich und Kriegerdenkmal (Gartendenkmal) in Verbindung mit den Promenadenanlagen
    - eingefriedeter Friedhof (Gartendenkmal)
    - östliche Erweiterungsfläche (kein Gartendenkmal)
    - südlich angrenzende Kastanienallee (wechselständig), in Resten erhalten

  - Erläuterungen zum Kriegerdenkmal (Quelle: Knüppel, Ernst-Günter: Georg Türke 1884–1972. Dresden, 2005, S. 34 f., 124, 183.):
    - Vorplatz mit Kriegerdenkmal, gärtnerisch gestaltete Vorfläche westlich des Friedhofs, durch Zugangsweg (wassergebunden mit Granitkantenstein) zum Haupteingang in nördlichen und südlichen Teil geteilt, Wegeverbindung nach Norden zur Schulstraße und nach Südwesten zu den Promenadenanlagen. Nördlicher Teil ehemals mit Teich, heute trocken und nur noch an Bepflanzung (Salix) und der Bodenmodellierung erkennbar.
    - Kriegerdenkmal: im Juni 1921 Auftrag von der Gemeinde Radeburg an Sächsischen Bildhauer Georg Türke, ein Denkmal für die Gefallenen zu schaffen, Einweihung am 27. November 1921. Entwurf Georg Türke, Ausführung Gebrüder Eberlein Dresden, Pirnaer Sandstein aus den Brüchen der Gebrüder Israel, Gesamtpreis: 38.000 Mark (von der Gemeinde durch Sammlungen, Spenden und durch Konzerte und Aufführungen durch Vereine Radebergs gesammelt).
    - Figurengruppe „Ich hatt’ einen Kameraden“ (ein Soldat kniet über einem sterbenden Soldaten) auf hohem Inschriftenstein und bossiertem Sockel aus Sandstein, seitlich zwei runde Pflanzschalen (Sandstein); Vorderseite trägt die Inschrift „Die Toten mahnen 1914–1918 1939–1945“ sowie die Namen der Gefallenen, an der Rückseite bezeichnet mit „Entw. G. Türke Ausf. Gebr. Eberlein“. Halterungen für Fackeln erhalten. Vorbild für die Anlage in Kölleda, ebenfalls von Georg Türke geschaffen, heute zerstört.
    - Vegetation: geschnittene Hecken (Carpinus betulus, teils durch Liguster erneuert) als Einfriedung an der westlichen Seite, beidseitig des Hauptzugangswegs und hinter dem Kriegerdenkmal (vgl. Promenadenanlagen) im nördlichen Teil Reste einer Robinienallee und Reste der Teichbepflanzung (Salix) im südlichen Bereich Ziergehölze wie z. B. Amerikanische Roteichen, Tornadoschäden.

  - Erläuterungen zum Friedhof:
    - Einfriedung: Bruchsteinmauer (Granit oder Travertin, unverputzt) an der Eingangsseite (Moritzburger Straße) durch Öffnungen mit Holzlattenzaunsfeldern gegliedert mit repräsentativem Haupteingangstor, drei Torpfeiler aus Bruchstein (wie Mauer), zwei davon mit Kugelaufsätzen, ein- und zweiflügelige Ziergittertore an der nördlichen, westlichen (vor dem Erweiterungsteil) und südlichen Seite Holzlattenzaun mit Granitpfeilern.
    - Vegetation: architektonische Pflanzenverwendung im Stil der geometrischen Sachlichkeit des „Neuen Bauens“, Hauptachse gehölzfrei mit schmalen Rasenbändern, seitlich durch geschnittene Hainbuchen-Hecken (Carpinus betulus), Pflanzung aus Rhododendron und Bergkiefer (Pinus mugo) und Linden-Reihen (Tilia spec., keine Schnittstellen erkennbar) gerahmt. Grabreihen durch geschnittene Hainbuchen-Hecken (Carpinus betulus) und Grabstätten durch geschnittene Eiben (Taxus baccata), teils auch mit Buchs (Buxus sempervirens) getrennt in den seitlichen Partien (nördlich und südlich) lockere Gehölzpflanzung (u. a. Quercus rubra, Fagus sylvatica 'Pendula', Quercus robur 'Fastigiata', Tilia spec., Betula spec., Pinus strobus) mit Unterpflanzung aus Rhododendron. Wege wassergebunden, keine Kanten.
    - Sonstiges: geplanter Standort der Friedhofskapelle als Rasenfläche mit hohem Holzkreuz markiert, dahinter rundes Wasserbassin mit Delphin als Wasserspeier, wohl erst nach 1989.